# Étang Tête de Bœuf
Le site « étang Tête de Bœuf » est une zone naturelle d'intérêt écologique, faunistique et floristique (ZNIEFF) française du département de la Creuse, en région Nouvelle-Aquitaine. Ce site est englobé dans le site Natura 2000 de l'étang des Landes et dans une ZNIEFF bien plus étendue, le bassin versant de l'étang des Landes.

## Situation
Dans le quart nord-est du département de la Creuse, le site « étang Tête de Bœuf » s'étend sur 35,79 hectares, intégralement sur le territoire de la commune de Lussat.
La zone est située trois kilomètres et demi au sud-ouest du bourg de Lussat, à 380 mètres d'altitude, le long du cours d'un petit affluent du ruisseau de l'étang de la Bastide, un kilomètre en amont de l'étang des Landes. Il est situé 500 mètres à l'est de l'étang de la Bastide, en bordure de la route départementale 55.

Vues prises depuis la rive nord.
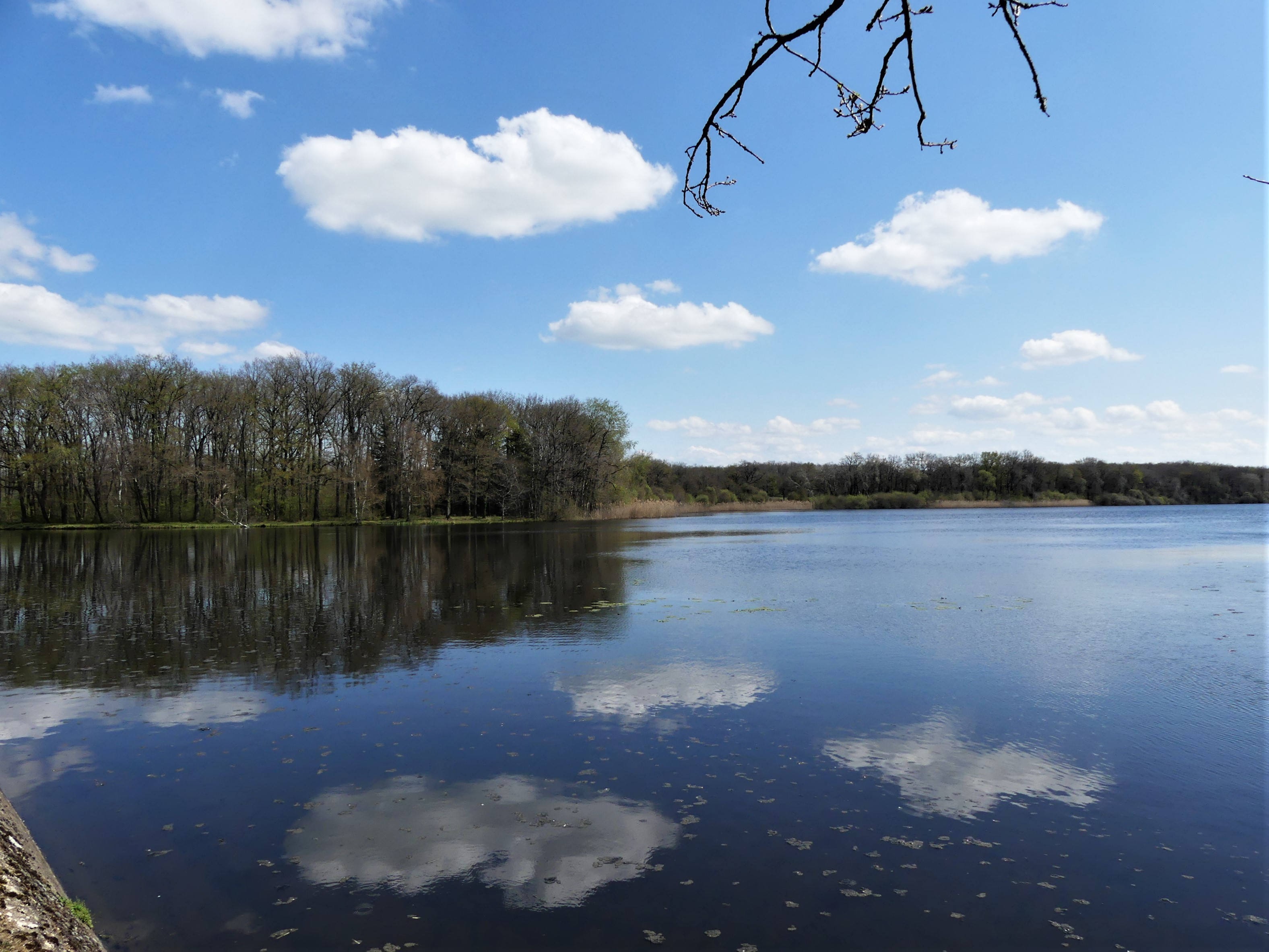
Au fond, la rive orientale.
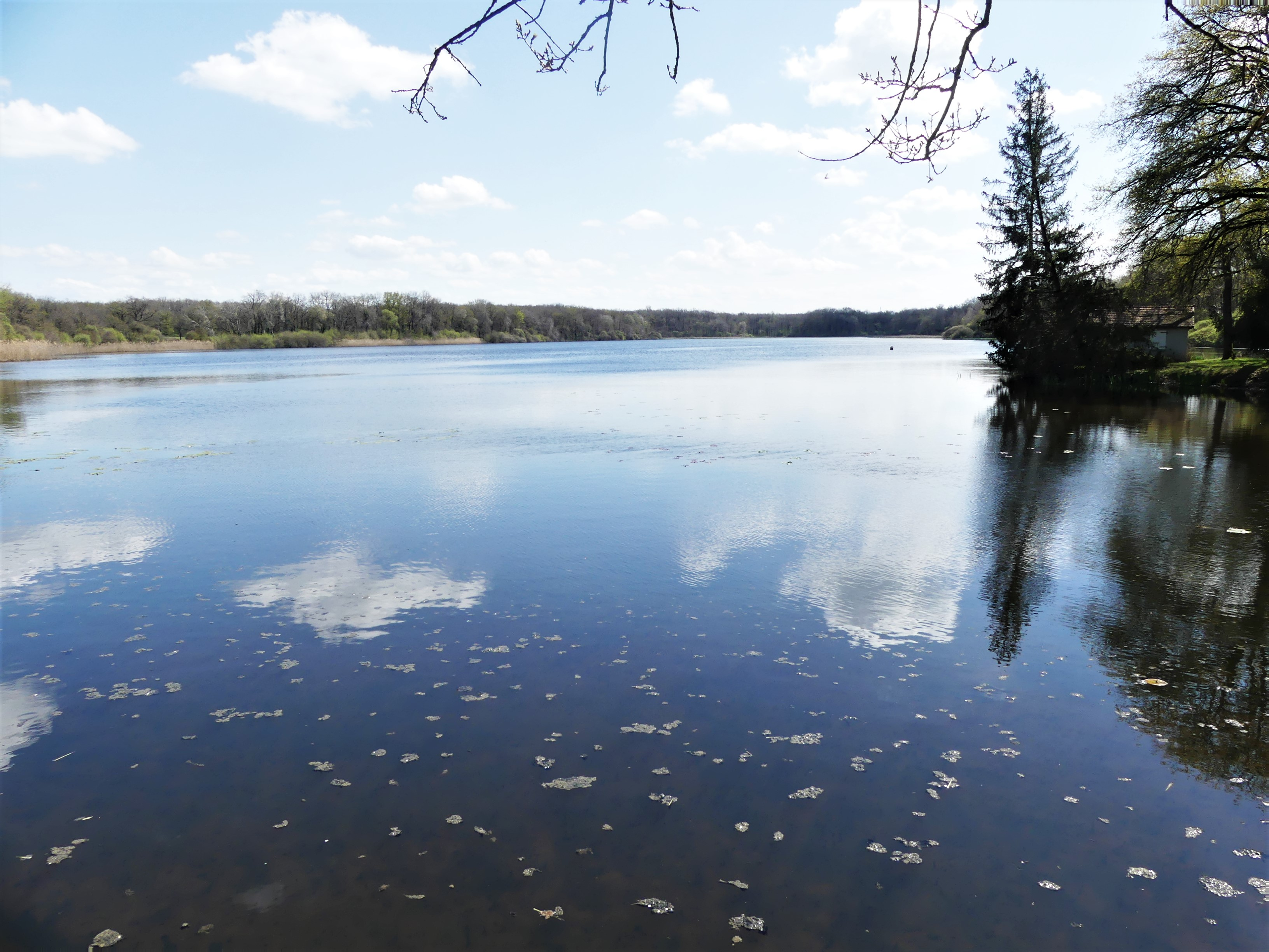
De gauche à droite, la rive orientale, la rive sud et la rive occidentale.

## Description
Le site « étang Tête de Bœuf » est une zone naturelle d'intérêt écologique, faunistique et floristique (ZNIEFF) — un espace naturel inventorié en raison de son caractère remarquable — de type 1, c'est-à-dire qu'elle est de superficie réduite, avec des espaces homogènes d'un point de vue écologique et qu'elle abrite au moins une espèce et/ou un habitat rares ou menacés, d'intérêt aussi bien local que régional, national ou communautaire.
Avec l'étang des Landes et deux autres ZNIEFF de type 1 proches (« bois des Landes » et « étang de la Bastide »), elle est incluse dans la ZNIEFF de type 2 « bassin versant de l'étang des Landes ».
De plus, sur un même périmètre de 740 hectares, deux sites Natura 2000 intègrent la ZNIEFF « étang Tête de Bœuf » : au titre de la directive Oiseaux, la zone de protection spéciale (ZPS) « Étang des Landes », et au titre de la directive Habitats la zone spéciale de conservation (ZSC) « Bassin de Gouzon ».
Des recensements y ont été effectués aux niveaux faunistique et floristique, notamment entre 1992 et 2012.

## Habitats

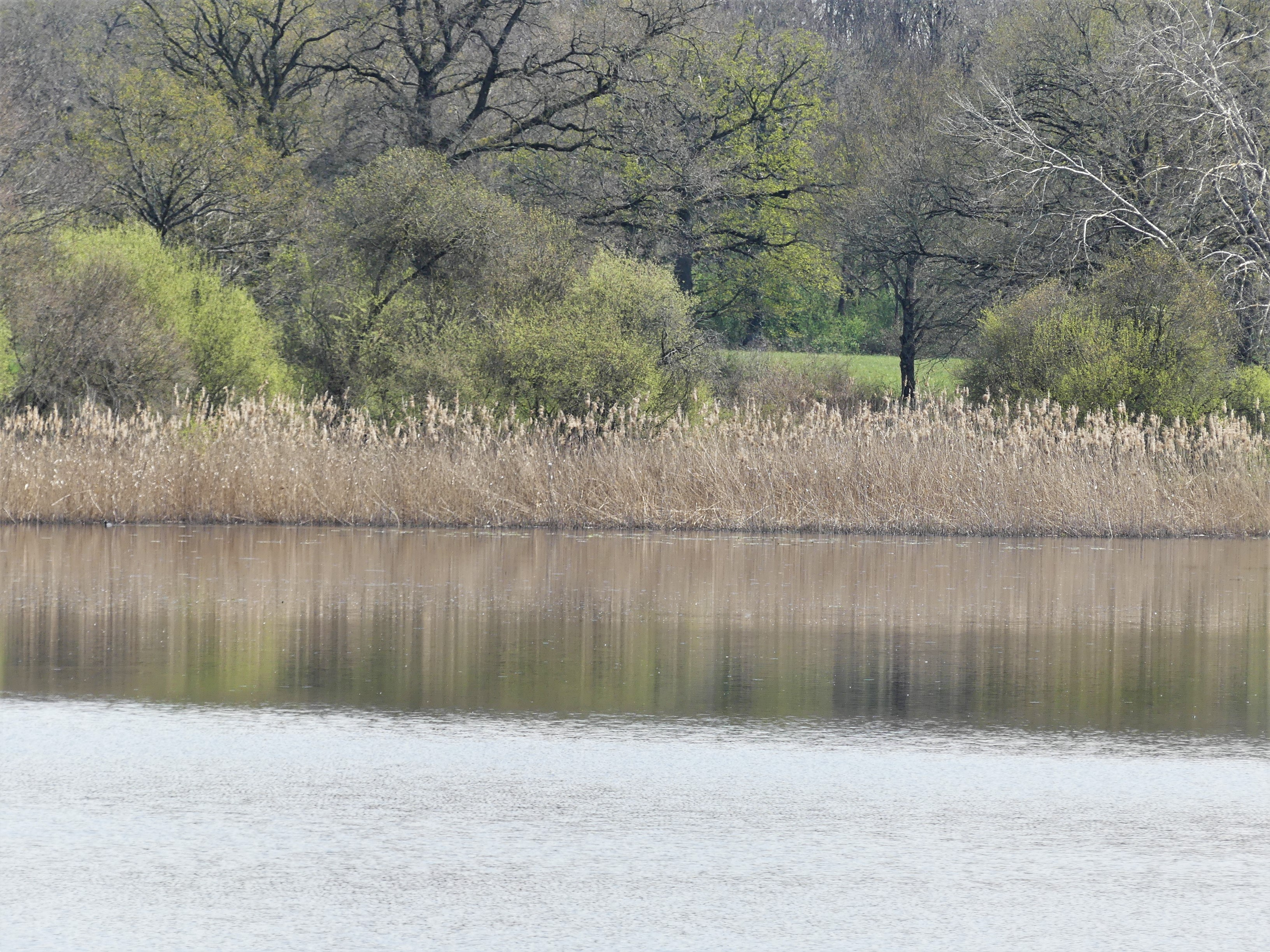
Roselière en bordure orientale de l'étang.

Quatre habitats déterminants sont présents sur le site :
- les communautés amphibies ;
- les formations riveraines de Saules ;
- les roselières ;
- les végétations aquatiques.

Deux autres habitats — non déterminants — en font également partie  :
- les bocages ;
- les prairies humides et mégaphorbiaies.

En périphérie de la ZNIEFF se trouvent des chênaies-charmaies et des pâtures mésophiles.

## Faune

### Espèces animales déterminantes
Trente-neuf espèces déterminantes d'animaux ont été répertoriées sur cette ZNIEFF depuis les années 1990 :
- six insectes Odonates entre 1999 et 2009 : l'Æschne affine (Aeshna affinis ), l'Æschne isocèle (Aeshna isoceles), l'Æschne printanière (Brachytron pratense ), la Cordulie à deux taches (Epitheca bimaculata), le Leste verdoyant (Lestes virens) et le Sympétrum méridional (Sympetrum meridionale) ;
- trente-trois oiseaux entre 1992 et 2012 : le Balbuzard pêcheur (Pandion haliaetus), le Bihoreau gris (Nycticorax nycticorax), la Bondrée apivore (Pernis apivorus), la Bouscarle de Cetti (Cettia cetti), le Bruant des roseaux (Emberiza schoeniclus), le Busard des roseaux (Circus aeruginosus), le Busard Saint-Martin (Circus cyaneus), le Butor étoilé (Botaurus stellaris), le Canard chipeau  (Mareca strepera), le Canard souchet (Spatula clypeata), le Chevalier gambette (Tringa totanus), le Faucon pèlerin (Falco peregrinus), le Fuligule milouin (Aythya ferina), le Fuligule milouinan (Aythya marila), le Fuligule morillon (Aythya fuligula), la Grive litorne (Turdus pilaris), le Héron pourpré (Ardea purpurea), l'Hirondelle de rivage (Riparia riparia), la Locustelle tachetée (Locustella naevia), la Mésange boréale (Poecile montanus), le Milan noir (Milvus migrans), le Milan royal (Milvus milvus), le Phragmite des joncs (Acrocephalus schoenobaenus), le Pic noir (Dryocopus martius), le Pipit farlouse (Anthus pratensis), le Râle d'eau (Rallus aquaticus), la Rousserolle effarvatte (Acrocephalus scirpaceus), la Rousserolle turdoïde (Acrocephalus arundinaceus), la Sarcelle d'été (Spatula querquedula), la Sarcelle d'hiver (Anas crecca), le Tadorne de Belon (Tadorna tadorna), le Tarin des aulnes (Spinus spinus) et le Vanneau huppé (Vanellus vanellus).

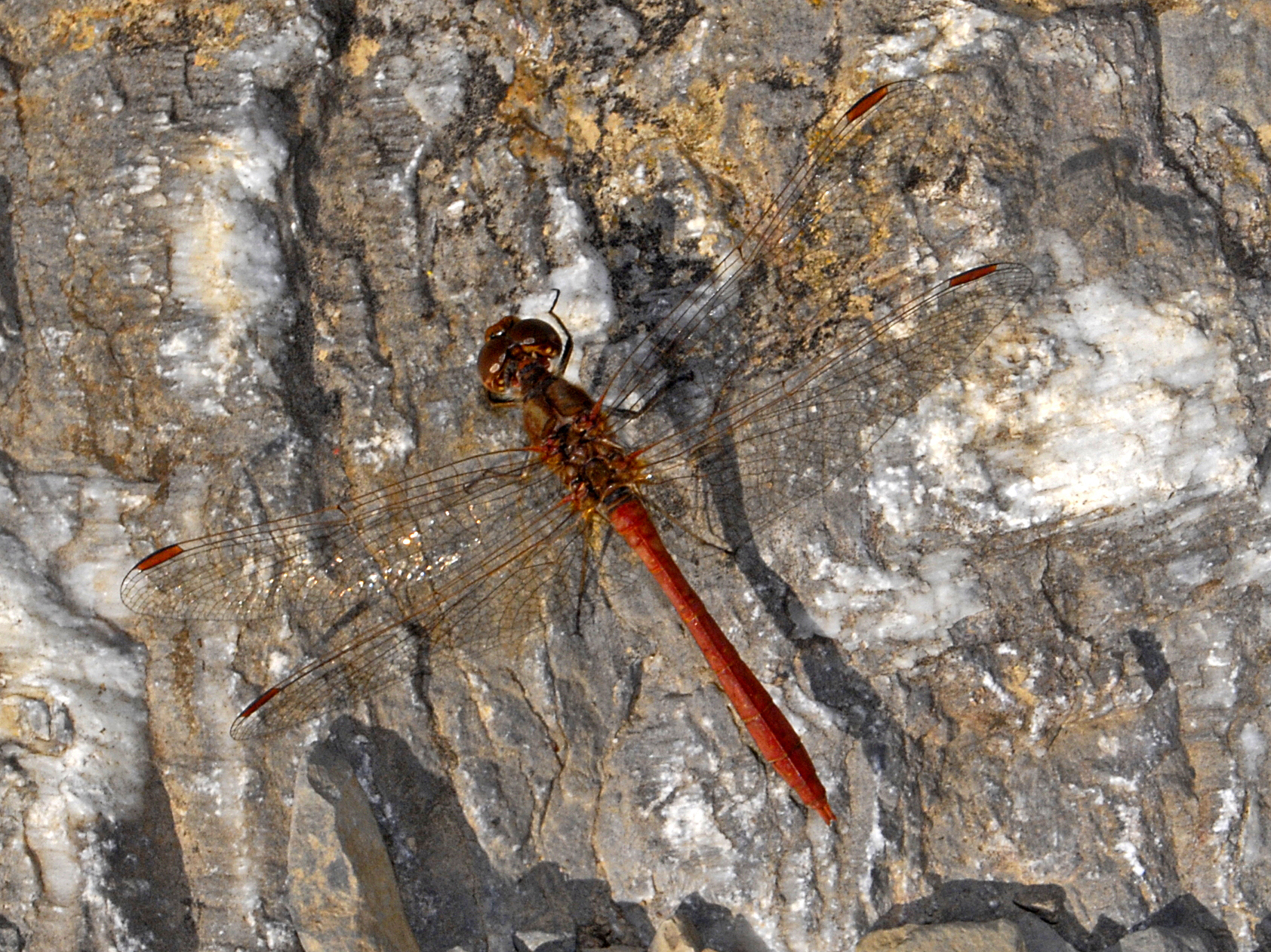
Sympétrum méridional.
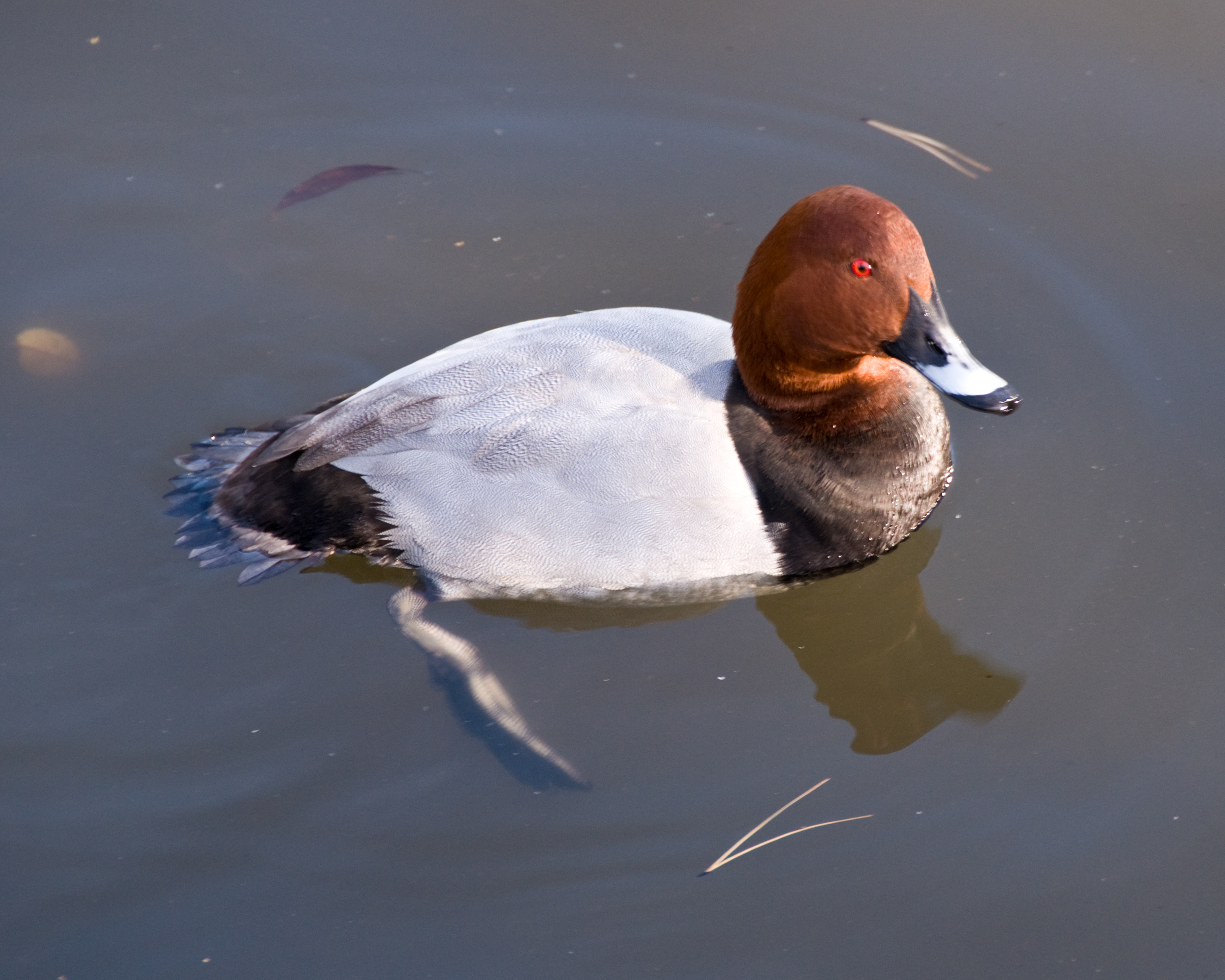
Fuligule milouin mâle.
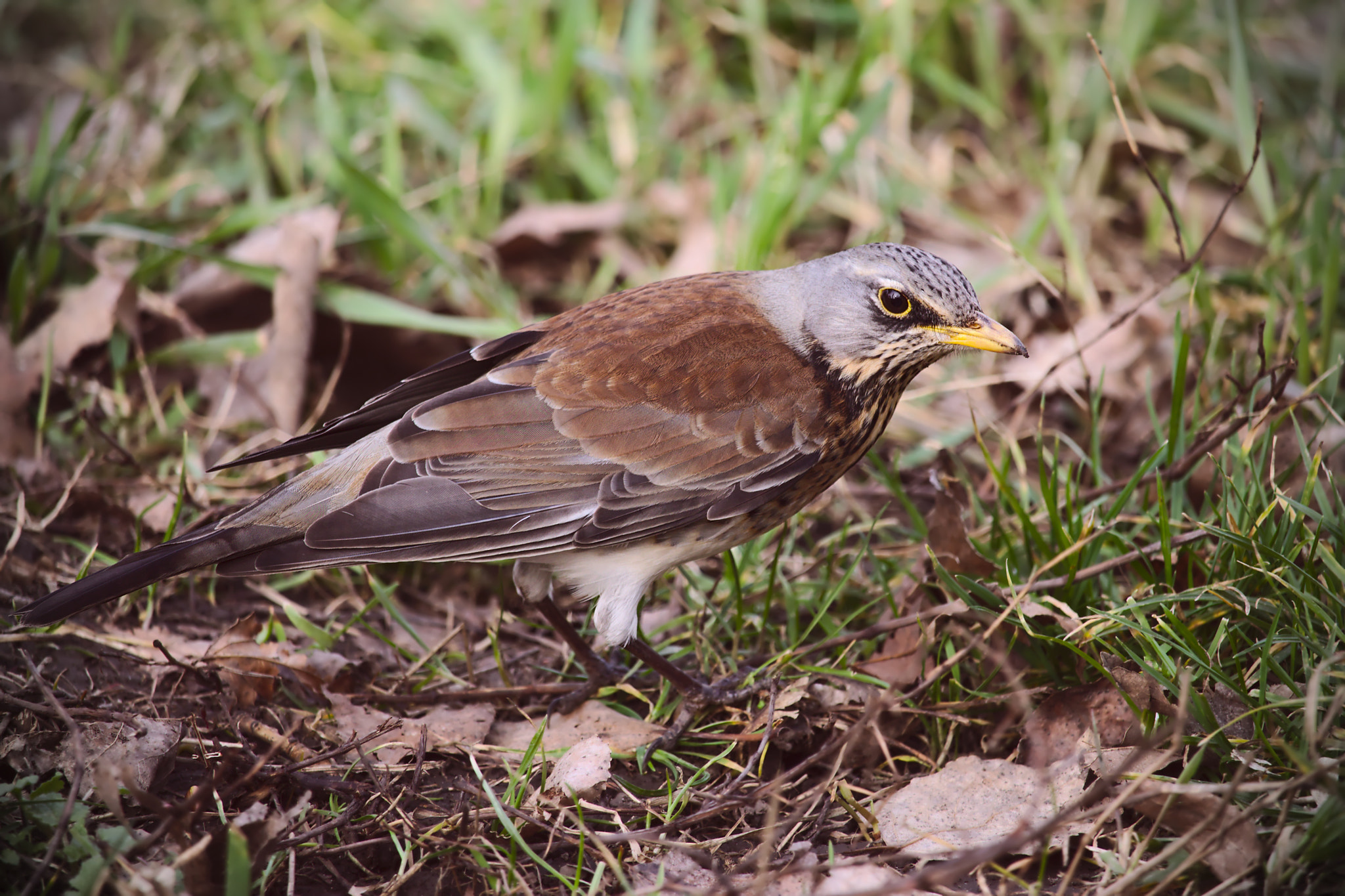
Grive litorne.
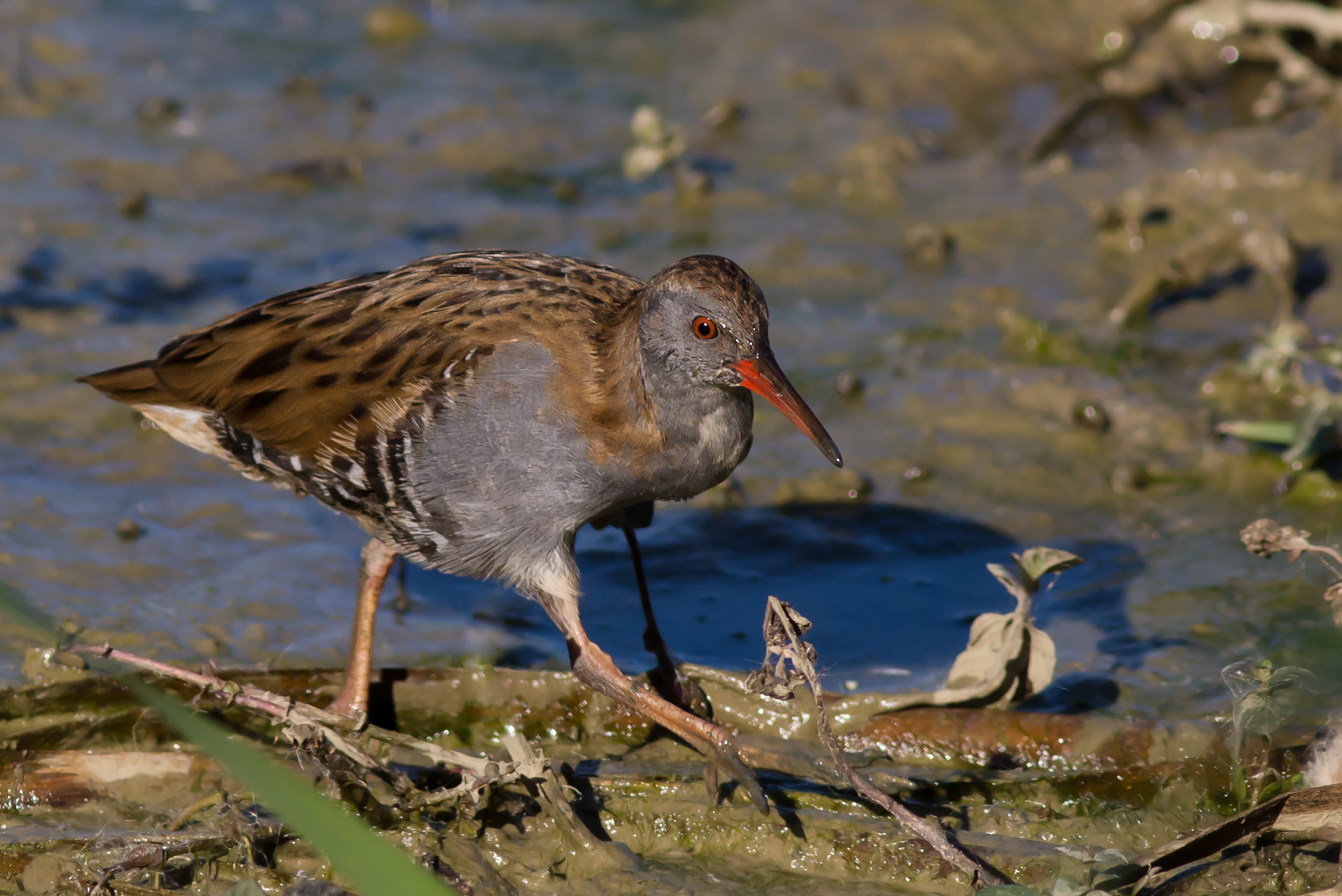
Râle d'eau.
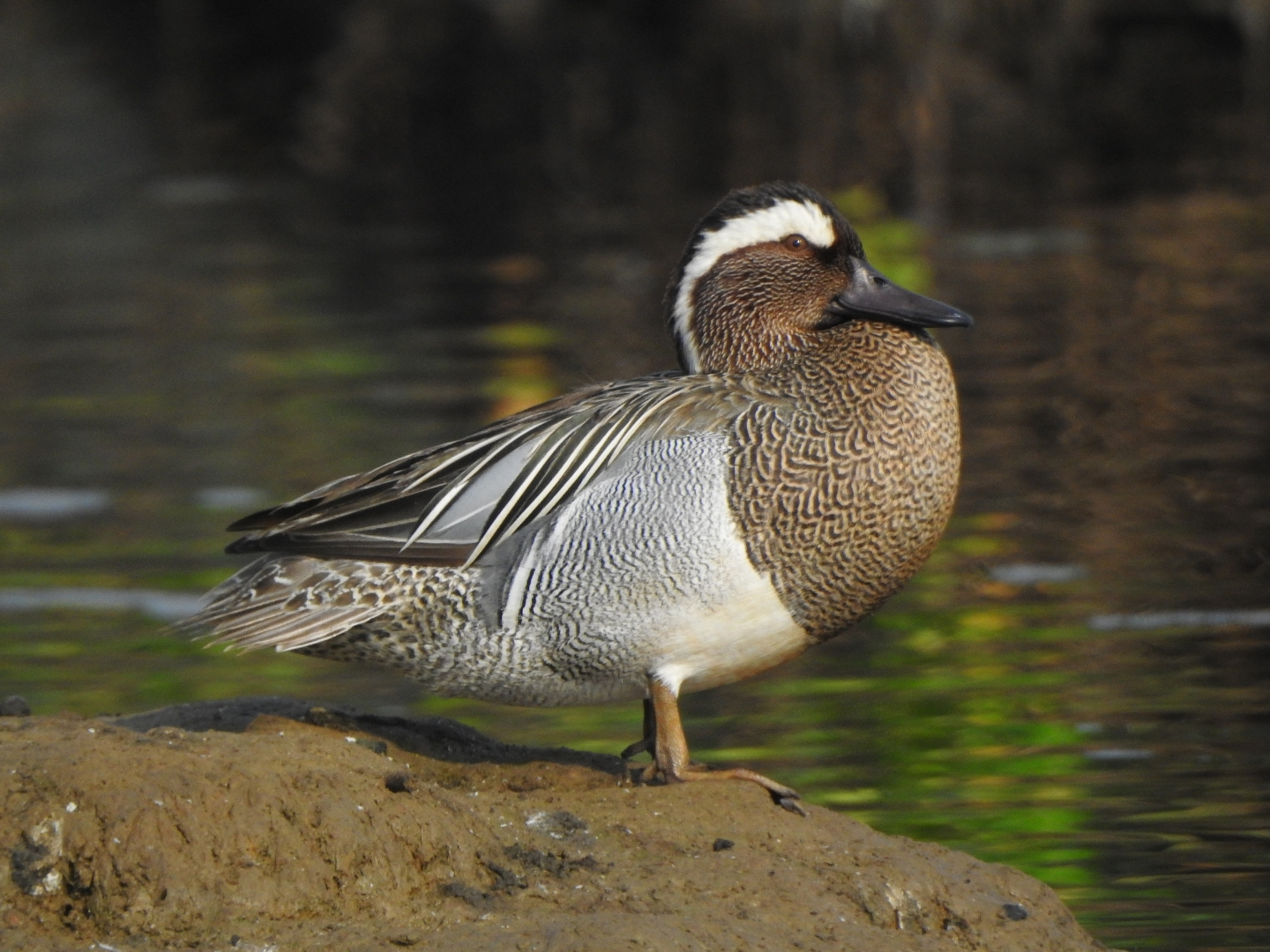
Sarcelle d'été mâle.

### Autres espèces animales
Outre les espèces déterminantes déjà mentionnées, 98 autres espèces animales y ont été recensées :
- trois amphibiens : le Crapaud commun (Bufo bufo), la Grenouille rousse (Rana temporaria) et le Triton palmé (Lissotriton helveticus) ;
- 31 insectes dont :
  - un lépidoptère : le Paon-du-jour (Aglais io),
  - vingt-sept Odonates, notamment entre 1999 et 2009 : l'Æschne bleue (Aeshna cyanea ), l'Æschne mixte (Aeshna mixta ), l'Agrion à larges pattes (Platycnemis pennipes), l'Agrion délicat (Ceriagrion tenellum), l'Agrion élégant (Ischnura elegans), l'Agrion jouvencelle (Coenagrion puella), l'Agrion porte-coupe (Enallagma cyathigerum), l'Anax empereur (Anax imperator), l'Anax napolitain (Anax parthenope), le Caloptéryx vierge (Calopteryx virgo), la Cordulie bronzée (Cordulia aenea), le Crocothémis écarlate (Crocothemis erythraea), la Grande æschne (Aeshna grandis), le Leste brun (Sympecma fusca), le Leste fiancé (Lestes sponsa), le Leste vert (Chalcolestes viridis), la Libellule à quatre taches (Libellula quadrimaculata), la Libellule déprimée (Libellula depressa), la Naïade aux yeux rouges (Erythromma najas), la Naïade au corps vert (Erythromma viridulum), la Nymphe au corps de feu (Pyrrhosoma nymphula), l'Orthétrum à stylets blancs (Orthetrum albistylum), l'Orthétrum réticulé (Orthetrum cancellatum), le Sympétrum commun (Sympetrum vulgatum), le Sympétrum sanguin (Sympetrum sanguineum) et le Sympétrum strié (Sympetrum striolatum),
  - trois orthoptères : le Conocéphale des roseaux (Conocephalus dorsalis), le Criquet mélodieux (Chorthippus biguttulus) et le Grillon champêtre (Gryllus campestris) ;
- deux mammifères : le Chevreuil (Capreolus capreolus) et le Ragondin (Myocastor coypus) ;
- 61 oiseaux : l'Accenteur mouchet (Prunella modularis), l'Alouette des champs (Alauda arvensis), l'Autour des palombes (Accipiter gentilis), la Bergeronnette des ruisseaux (Motacilla cinerea), la Bergeronnette grise (Motacilla alba), le Bouvreuil pivoine (Pyrrhula pyrrhula), la Buse variable (Buteo buteo), le Canard colvert (Anas platyrhynchos), le Chardonneret élégant (Carduelis carduelis), le Chevalier cul-blanc (Tringa ochropus), le Chevalier guignette (Actitis hypoleucos), la Chouette effraie (Tyto alba), la Corneille noire (Corvus corone), le Coucou gris (Cuculus canorus), l'Épervier d'Europe (Accipiter nisus), l'Étourneau sansonnet (Sturnus vulgaris), la Fauvette à tête noire (Sylvia atricapilla), la Fauvette des jardins (Sylvia borin), la Fauvette grisette (Sylvia communis), la Foulque macroule (Fulica atra), la Gallinule poule d'eau (Gallinula chloropus), le Geai des chênes (Garrulus glandarius), le Gobemouche gris (Muscicapa striata), le Gobemouche noir (Ficedula hypoleuca), le Grèbe castagneux (Tachybaptus ruficollis), le Grèbe huppé (Podiceps cristatus), le Grimpereau des jardins (Certhia brachydactyla), la Grive draine (Turdus viscivorus), la Grive musicienne (Turdus philomelos), le Gros-bec casse-noyaux (Coccothraustes coccothraustes), le Héron cendré (Ardea cinerea), l'Hirondelle rustique (Hirundo rustica), la Huppe fasciée (Upupa epops), l'Hypolaïs polyglotte (Hippolais polyglotta), le Loriot d'Europe (Oriolus oriolus), le Martin-pêcheur d'Europe (Alcedo atthis), le Merle noir (Turdus merula), la Mésange à longue queue (Aegithalos caudatus), la Mésange bleue (Cyanistes caeruleus), la Mésange charbonnière (Parus major), la Mésange huppée (Lophophanes cristatus), la Mésange nonnette (Poecile palustris), le Moineau domestique (Passer domesticus), la Mouette rieuse (Chroicocephalus ridibundus), le Pic épeiche (Dendrocopos major), le Pic épeichette (Dryobates minor), le Pic vert (Picus viridis), la Pie bavarde (Pica pica), le Pigeon ramier (Columba palumbus), le Pinson des arbres (Fringilla coelebs), le Pipit des arbres (Anthus trivialis), le Pouillot fitis (Phylloscopus trochilus), le Pouillot siffleur (Phylloscopus sibilatrix), le Pouillot véloce (Phylloscopus collybita), le Roitelet huppé (Regulus regulus), le Rossignol philomèle (Luscinia megarhynchos), le Rouge-gorge familier (Erithacus rubecula), le Rougequeue noir (Phoenicurus ochruros), la Tourterelle turque (Streptopelia decaocto), le Troglodyte mignon (Troglodytes troglodytes) et le Verdier d'Europe (Chloris chloris) ;
- un reptile : le Lézard des murailles (Podarcis muralis).

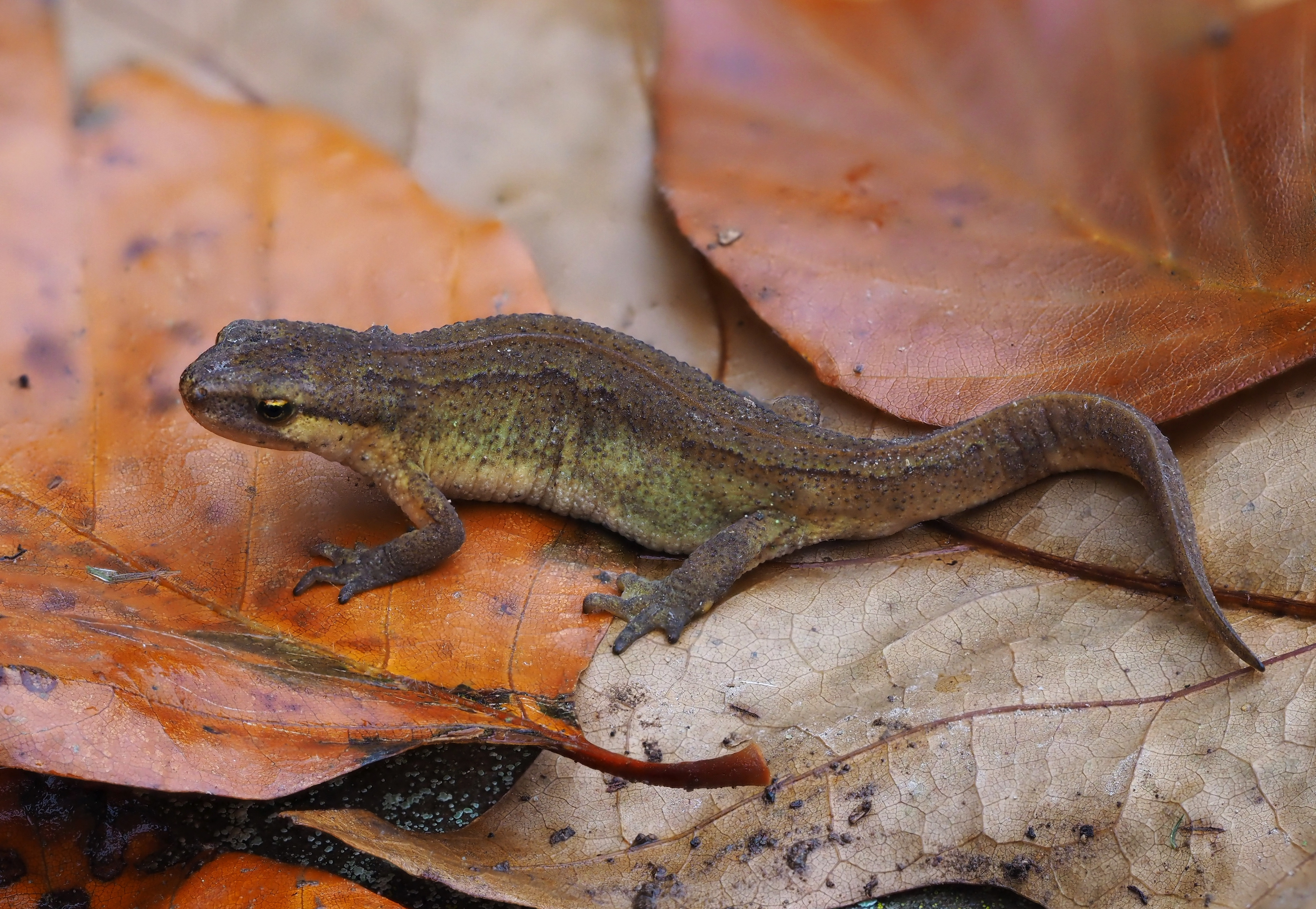
Triton palmé.
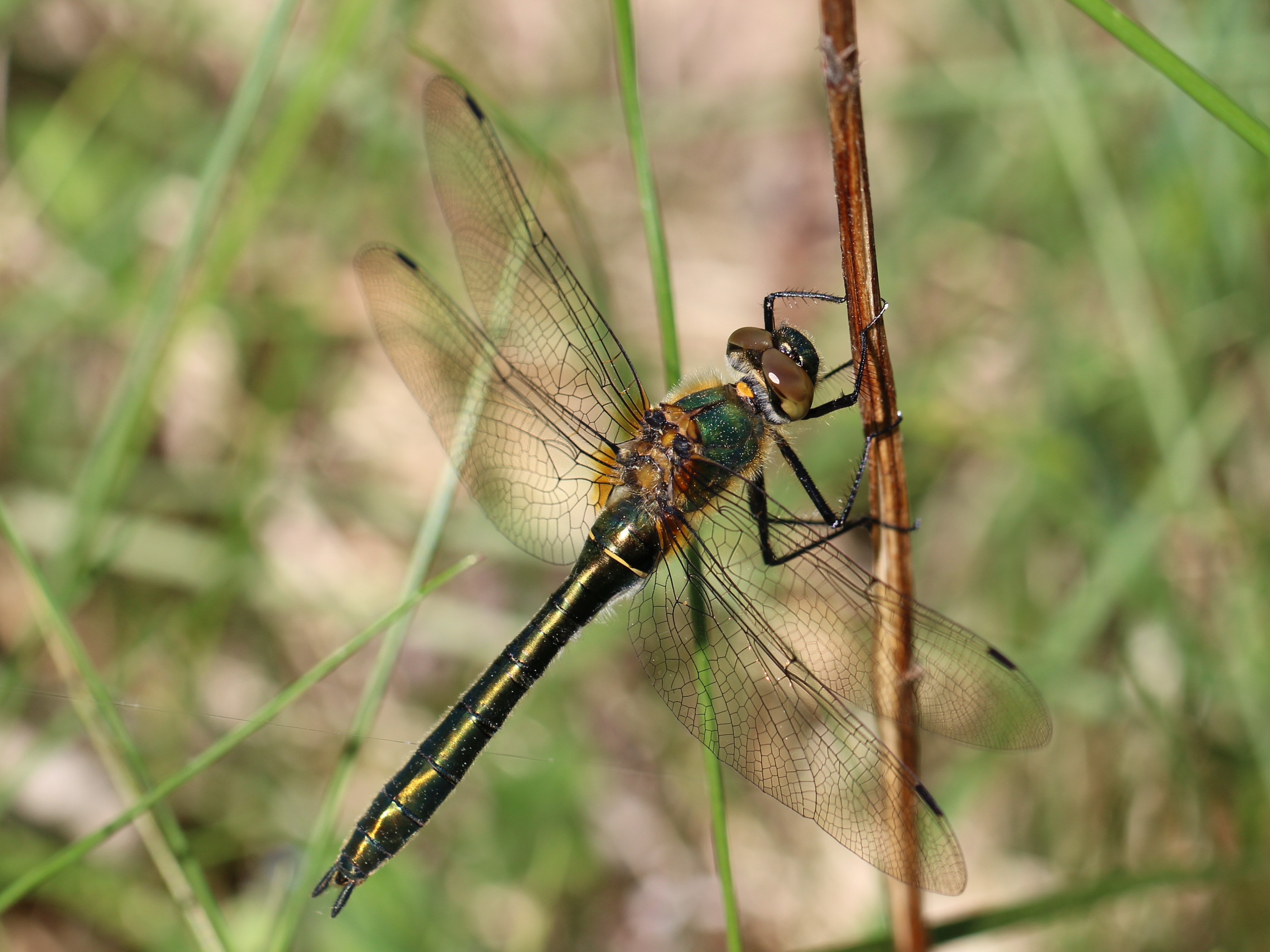
Cordulie bronzée.
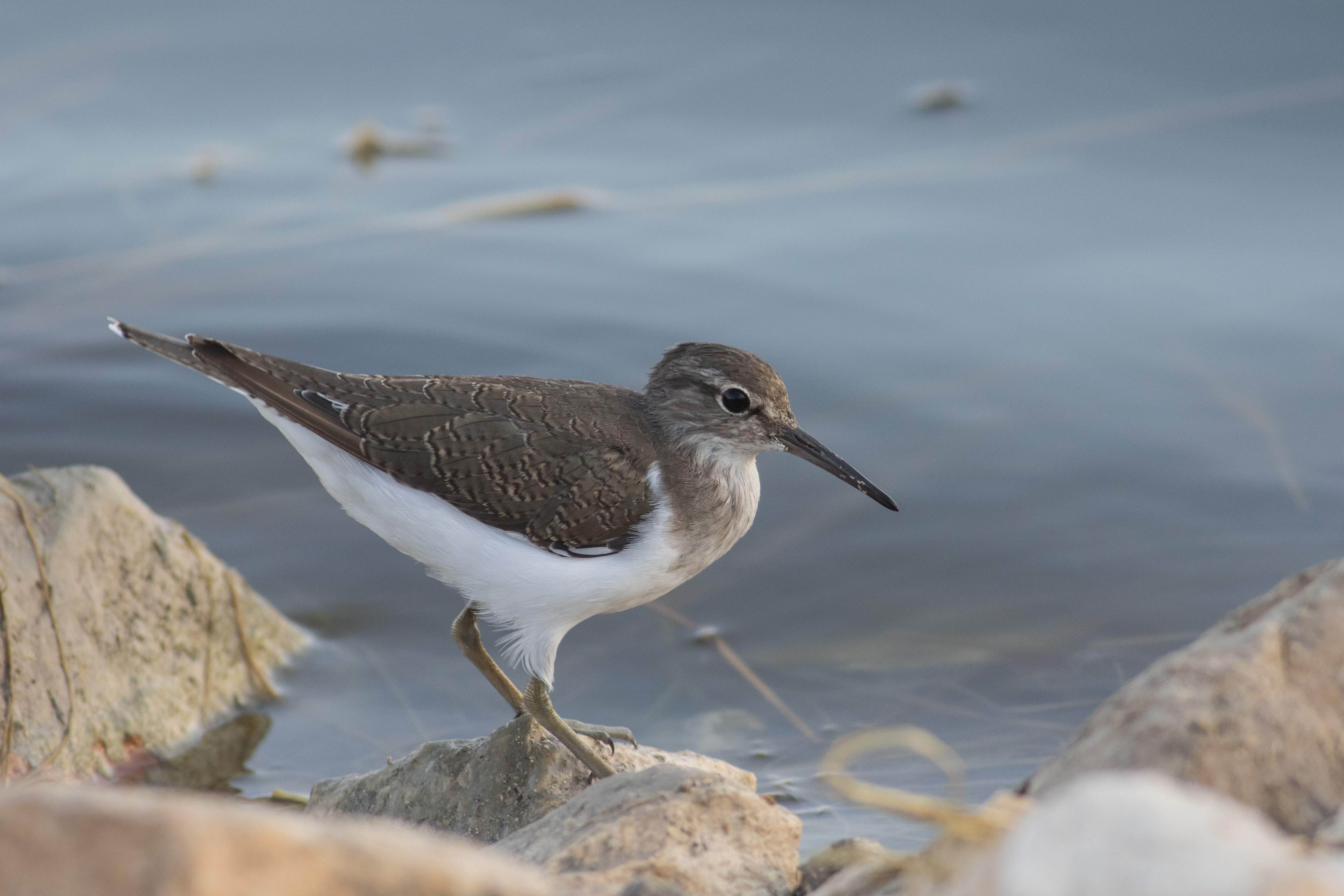
Chevalier guignette.
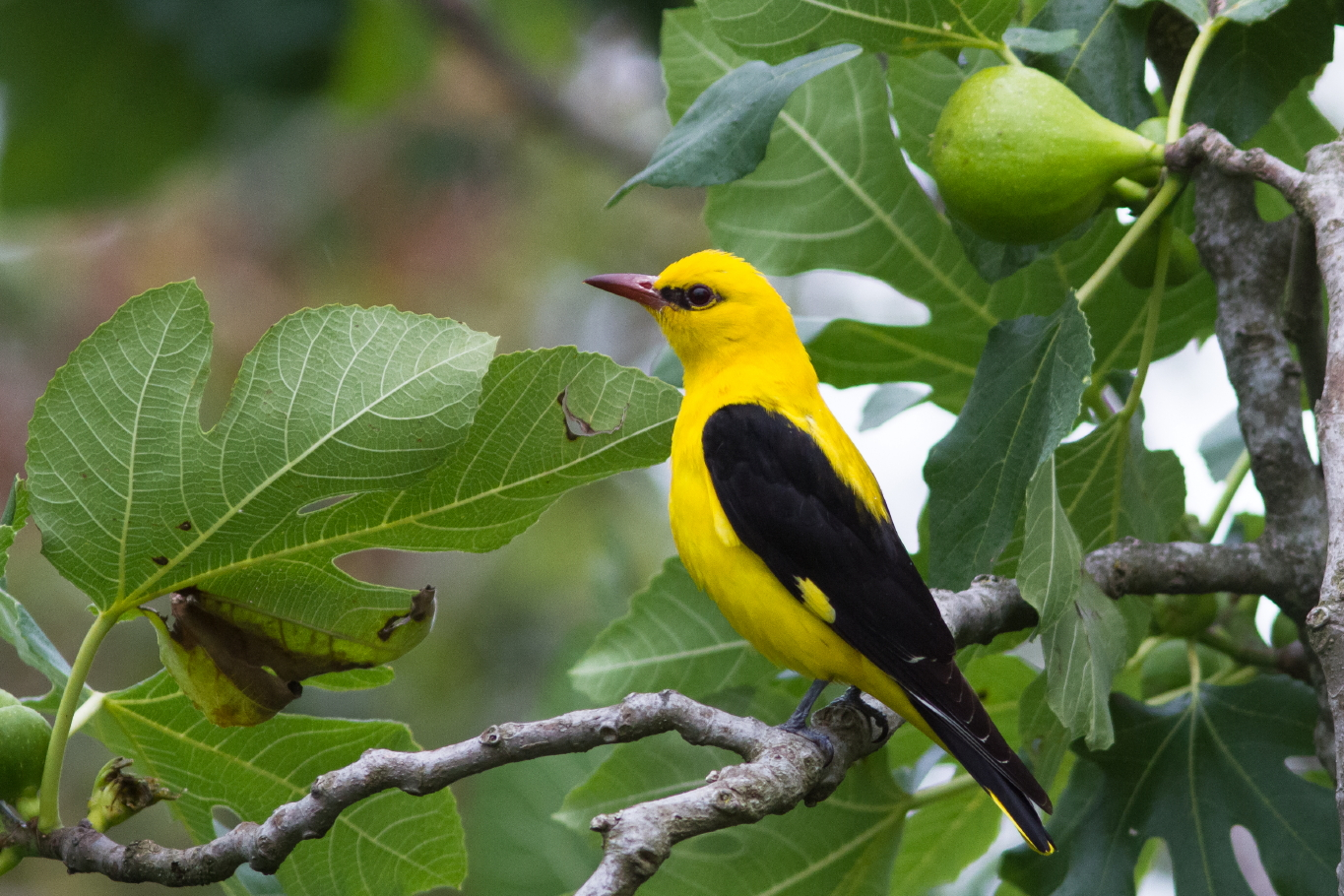
Loriot d'Europe mâle.
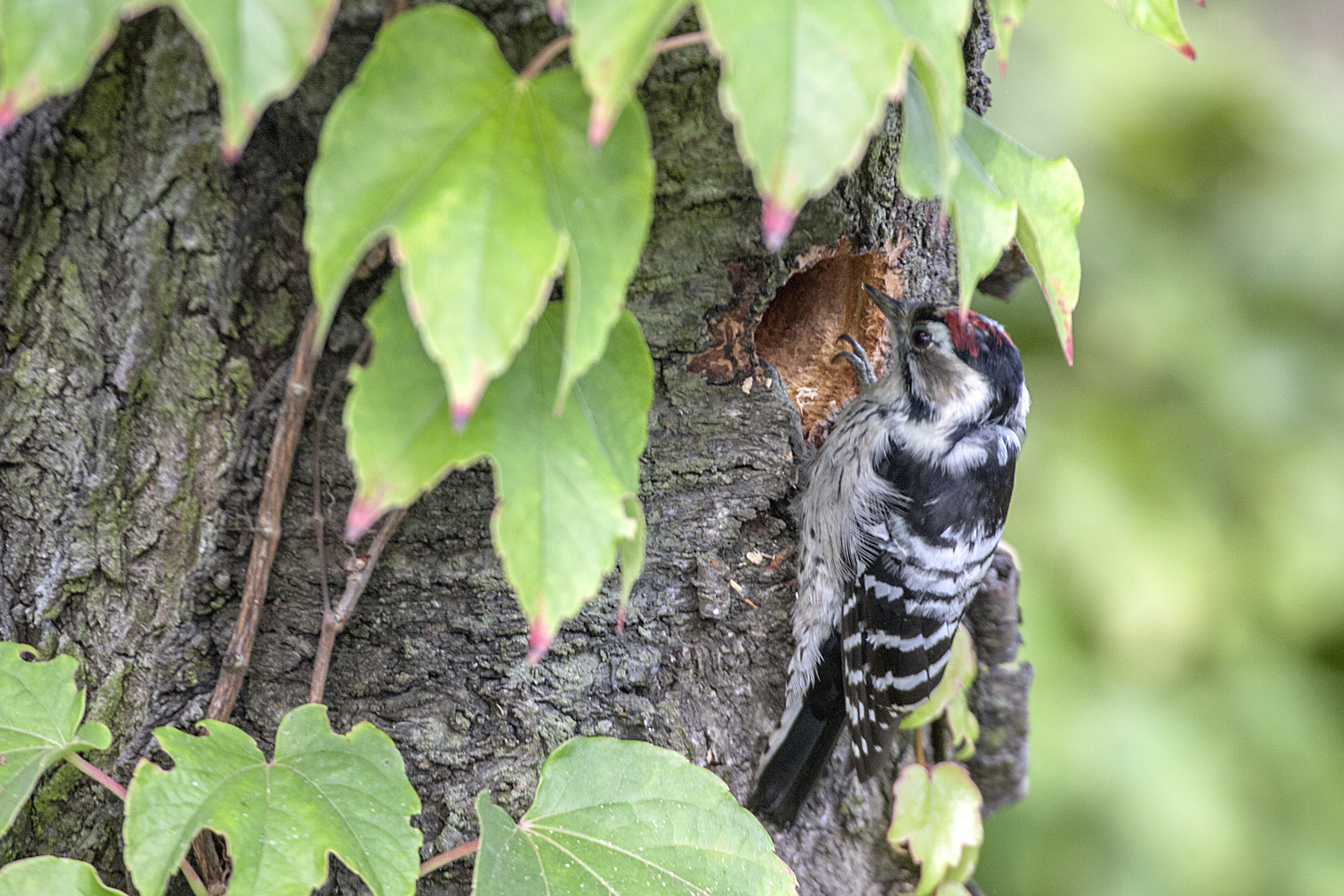
Pic épeichette mâle.

### Protection de la faune
Les trois espèces d'amphibiens de la ZNIEFF, le Crapaud commun, la Grenouille rousse et le Triton palmé, sont protégées sur l'ensemble du territoire français et de plus, la Grenouille rousse est protégée au titre de la Directive habitats de l'Union européenne.
Douze espèces d'oiseaux de la ZNIEFF sont protégées au titre de la directive Oiseaux de l'Union européenne : le Balbuzard pêcheur, le Bihoreau gris, la Bondrée apivore, le Busard des roseaux, le Busard Saint-Martin, le Butor étoilé, le Faucon pèlerin, le Héron pourpré, le Martin-pêcheur d'Europe, le Milan noir, le Milan royal et le Pic noir ; elles sont donc protégées sur l'ensemble du territoire français, de même que 53 autres espèces : l'Accenteur mouchet, l'Autour des palombes, la Bergeronnette des ruisseaux, la Bergeronnette grise, la Bouscarle de Cetti, le Bouvreuil pivoine, le Bruant des roseaux, la Buse variable, le Chardonneret élégant, le Chevalier cul-blanc, le Chevalier guignette, la Chouette effraie, le Coucou gris, l'Épervier d'Europe, la Fauvette à tête noire, la Fauvette des jardins, la Fauvette grisette, le Gobemouche gris, le Gobemouche noir, le Grèbe castagneux, le Grèbe huppé, le Grimpereau des jardins, le Gros-bec casse-noyaux, le Héron cendré, l'Hirondelle de rivage, l'Hirondelle rustique, la Huppe fasciée, l'Hypolaïs polyglotte, la Locustelle tachetée, le Loriot d'Europe, la Mésange à longue queue, la Mésange charbonnière, le Moineau domestique, le Phragmite des joncs, le Pic épeiche, le Pic épeichette, le Pic vert, le Pinson des arbres, le Pipit des arbres, le Pipit farlouse, le Pouillot fitis, le Pouillot siffleur, le Pouillot véloce, le Roitelet huppé, le Rossignol philomèle, le Rouge-gorge familier, le Rougequeue noir, la Rousserolle effarvatte, la Rousserolle turdoïde, le Tadorne de Belon, le Tarin des aulnes, le Troglodyte mignon et le Verdier d'Europe.
Seul reptile répertorié sur la ZNIEFF, le Lézard des murailles est protégé sur l'ensemble du territoire national et au titre de la Directive habitats de l'Union européenne.

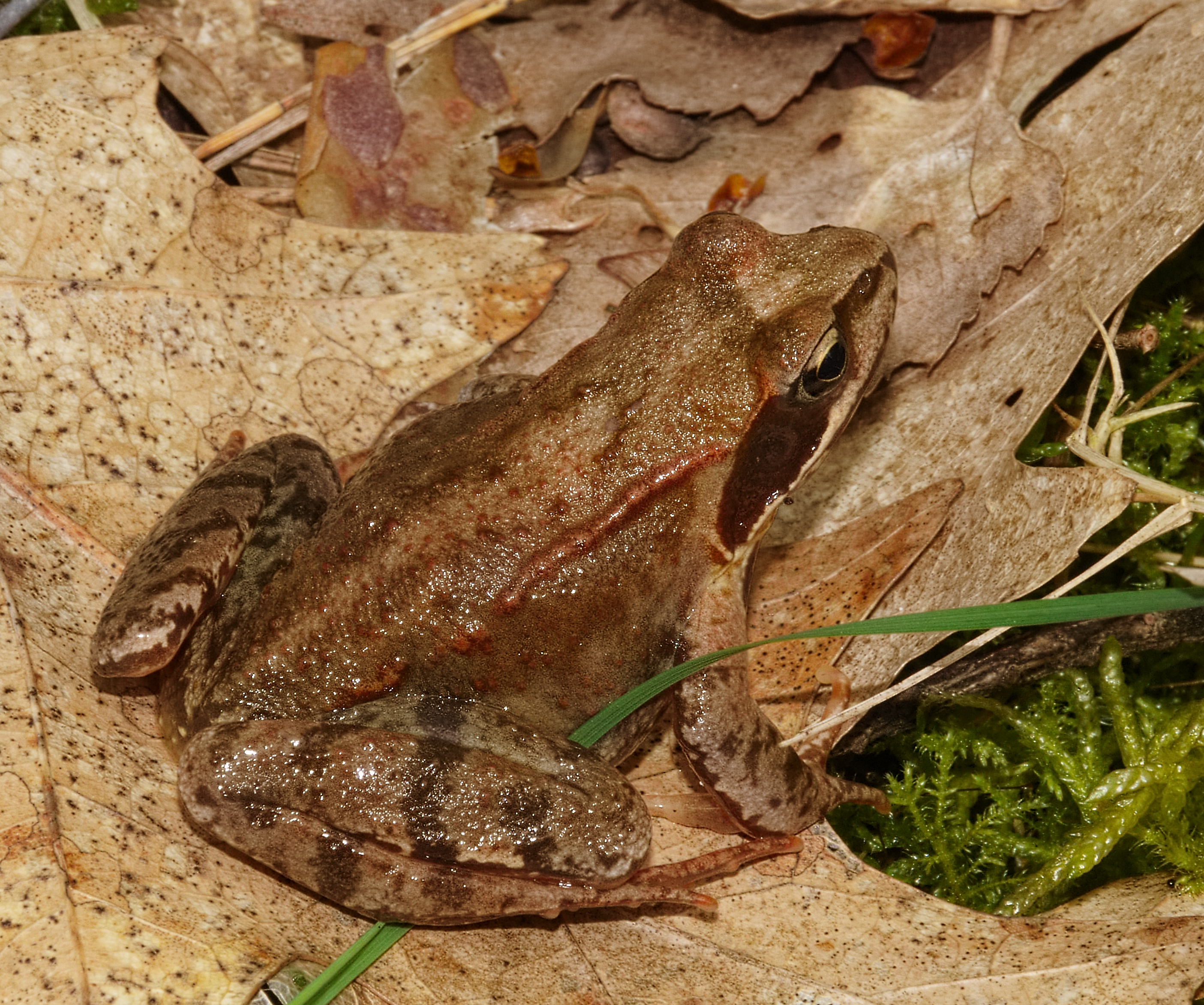
Grenouille rousse.
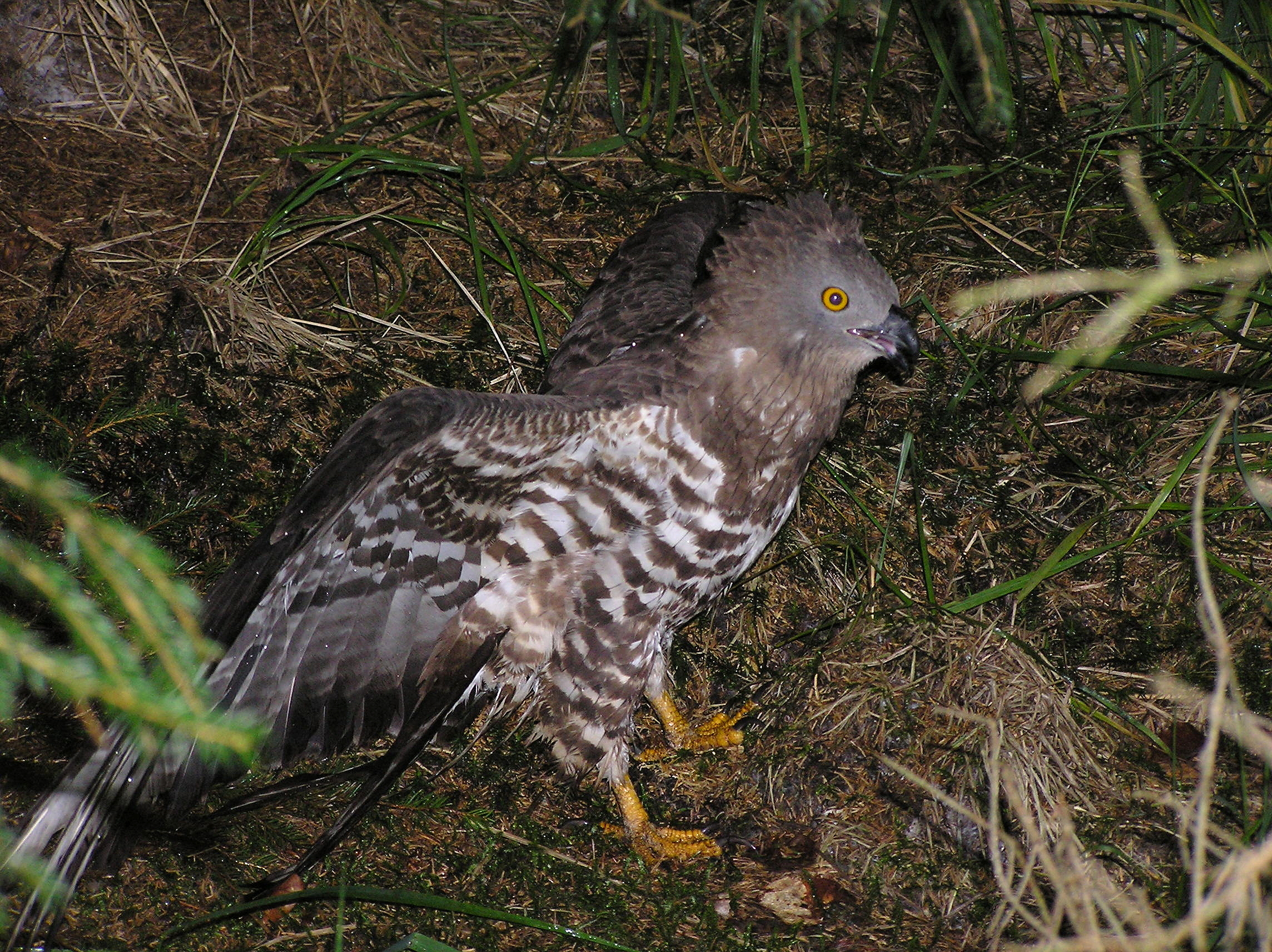
Bondrée apivore.
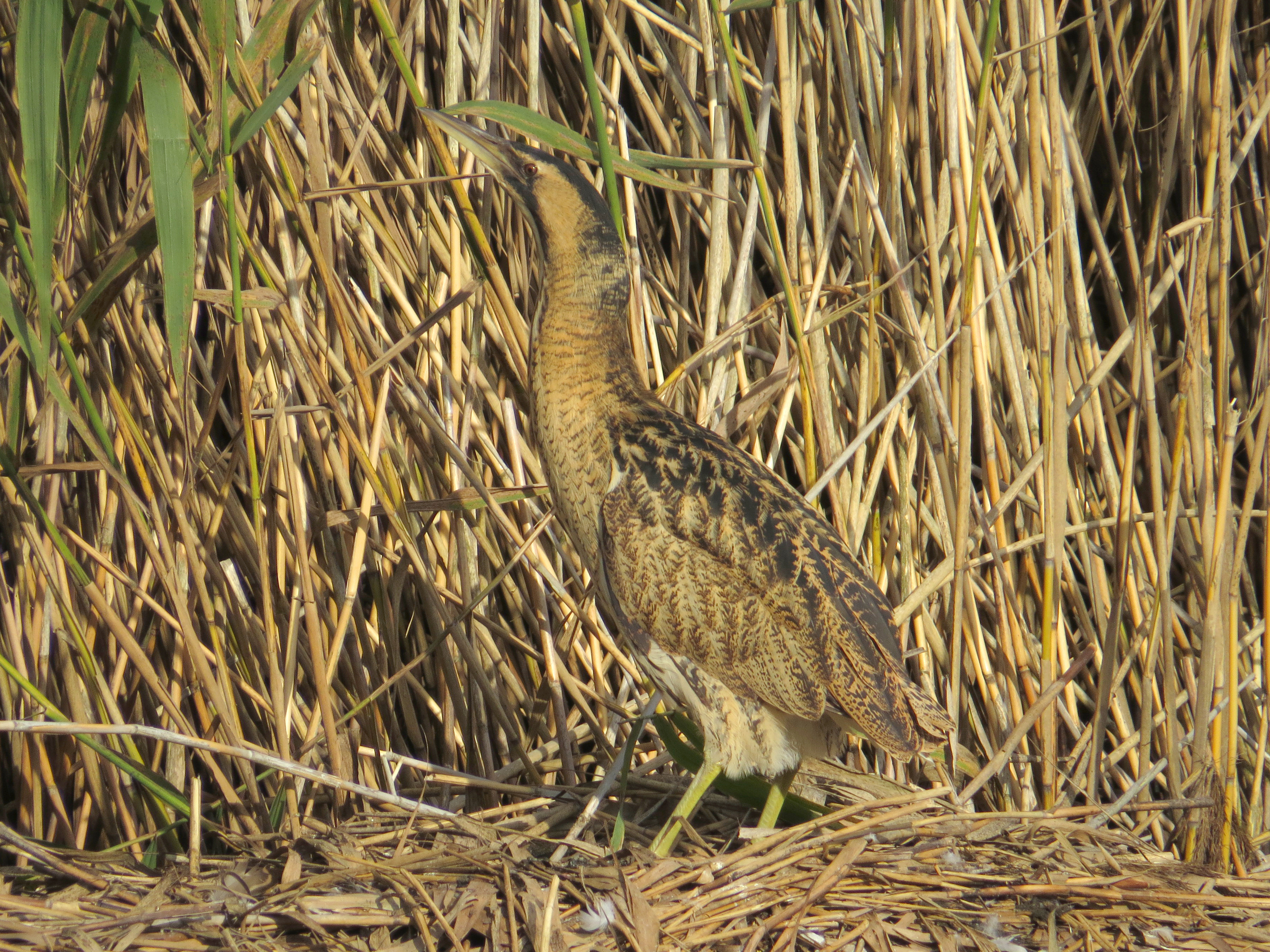
Butor étoilé.
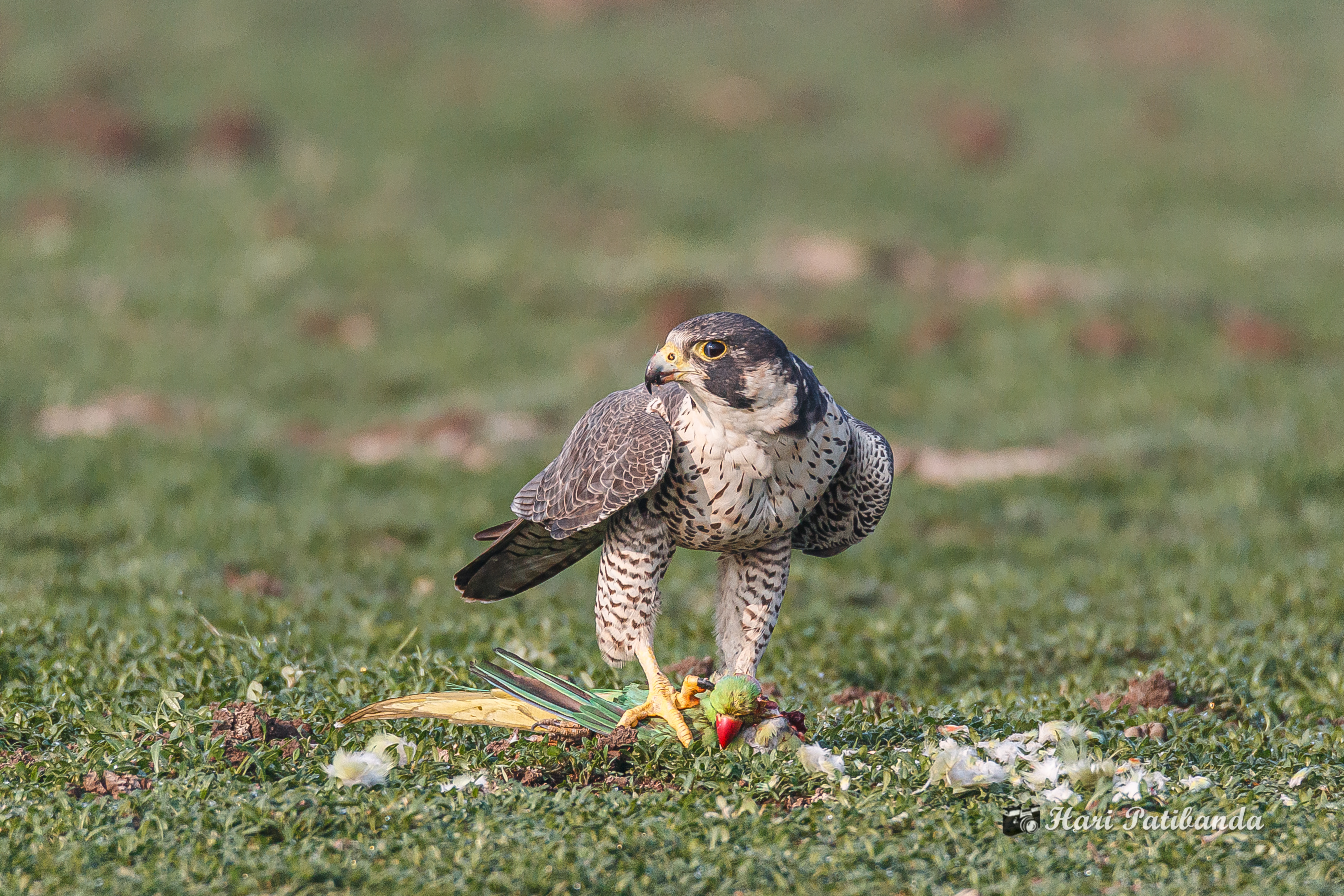
Faucon pèlerin.
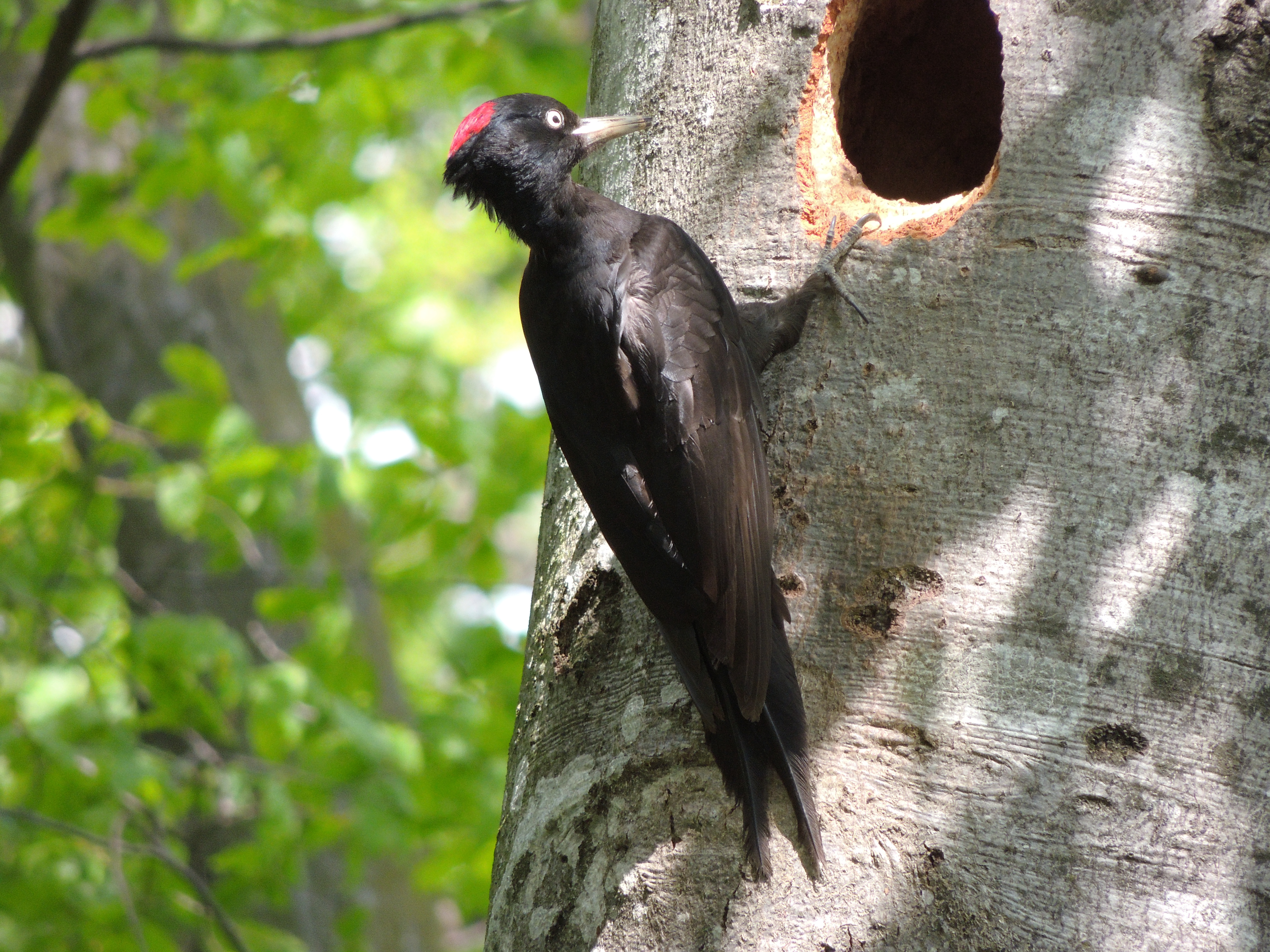
Pic noir mâle.

## Flore

### Espèces végétales déterminantes
Dix espèces déterminantes de plantes ont été répertoriées dans la ZNIEFF : 
- neuf phanérogames entre 1997 et 2009 : l'Élatine à six étamines (Elatine hexandra), la Grande douve (Ranunculus lingua),  la Laîche en ampoules  (Carex rostrata), la Laîche faux souchet (Carex pseudocyperus), la Lysimaque nummulaire (Lysimachia nummularia), la Mâcre nageante (Trapa natans), la Morène (Hydrocharis morsus-ranae), l'Utriculaire citrine (Utricularia australis) et l'Utriculaire vulgaire (Utricularia vulgaris) ;
- un ptéridophyte : la Boulette d'eau (Pilularia globulifera).

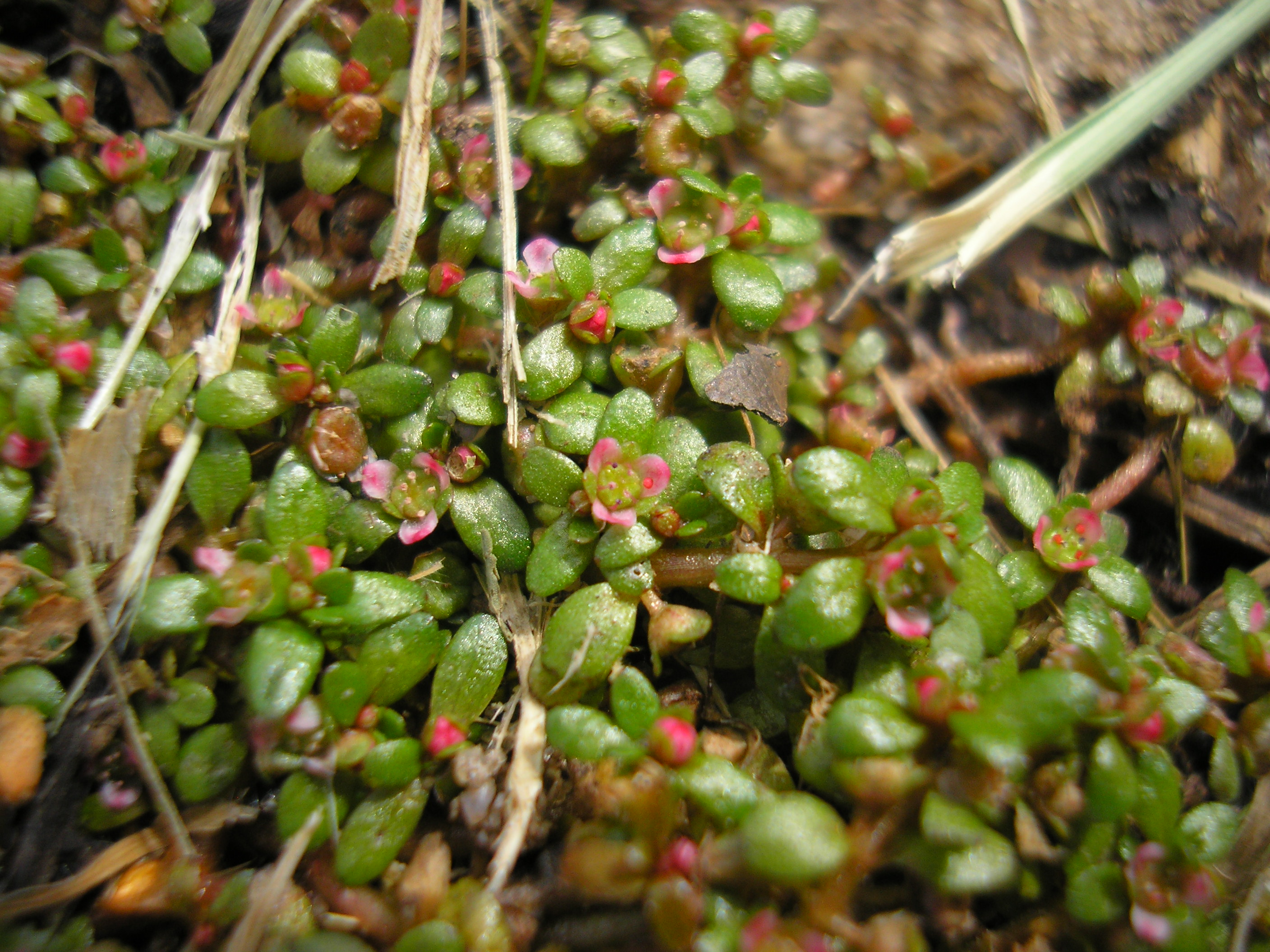
Élatine à six étamines.
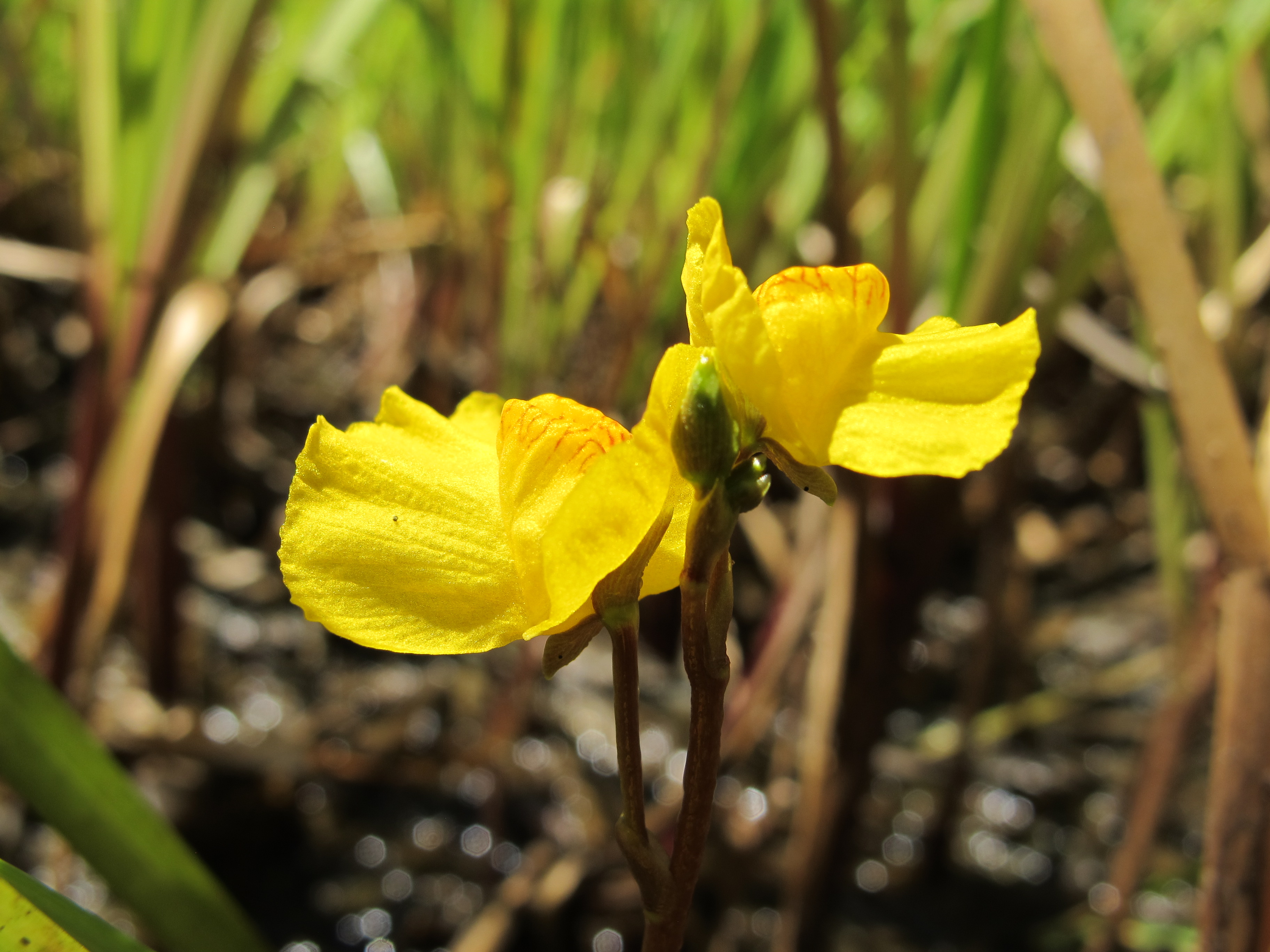
Fleurs d'Utriculaire citrine.
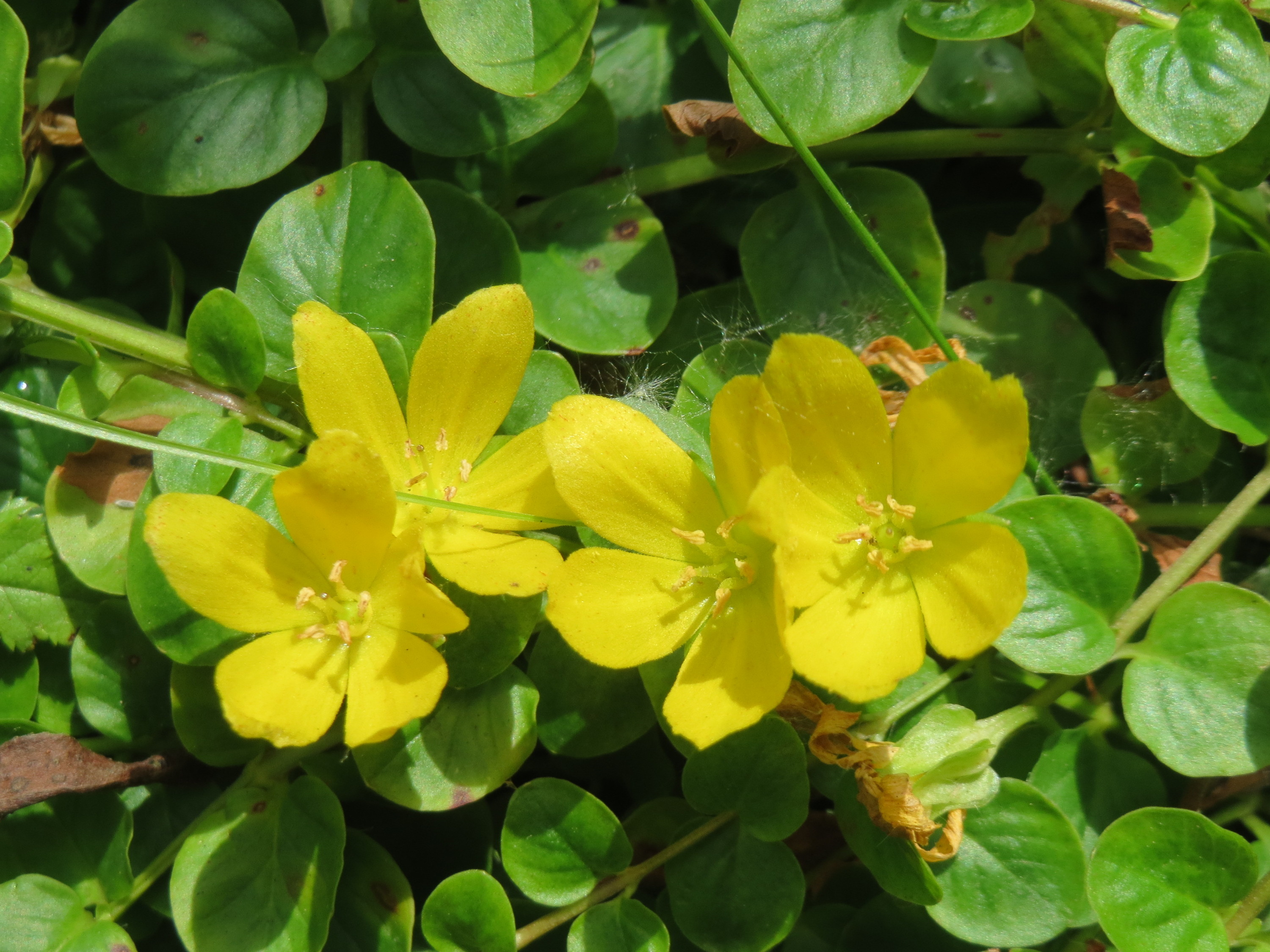
Fleurs de Lysimaque nummulaire.
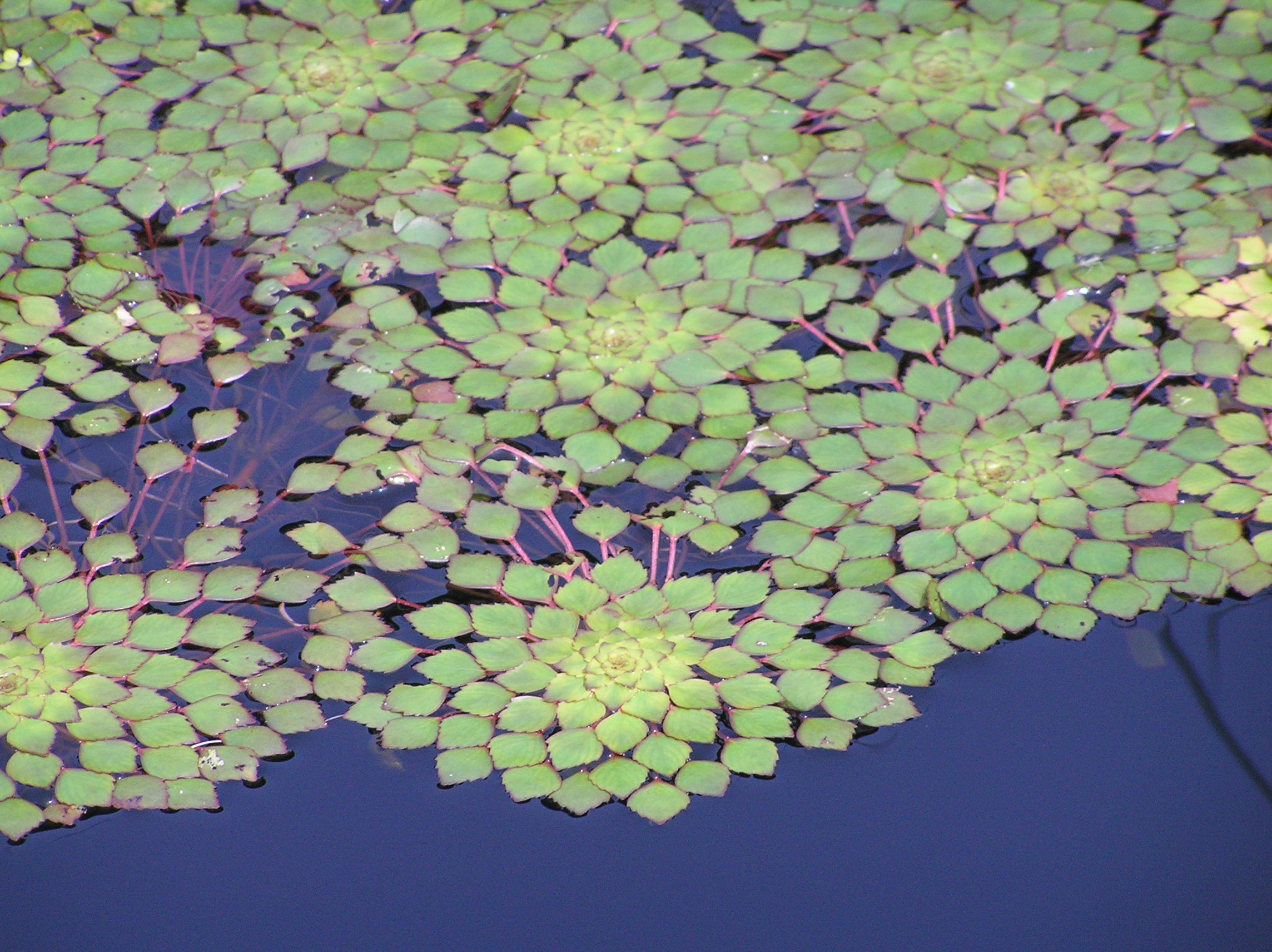
Mâcres nageantes.
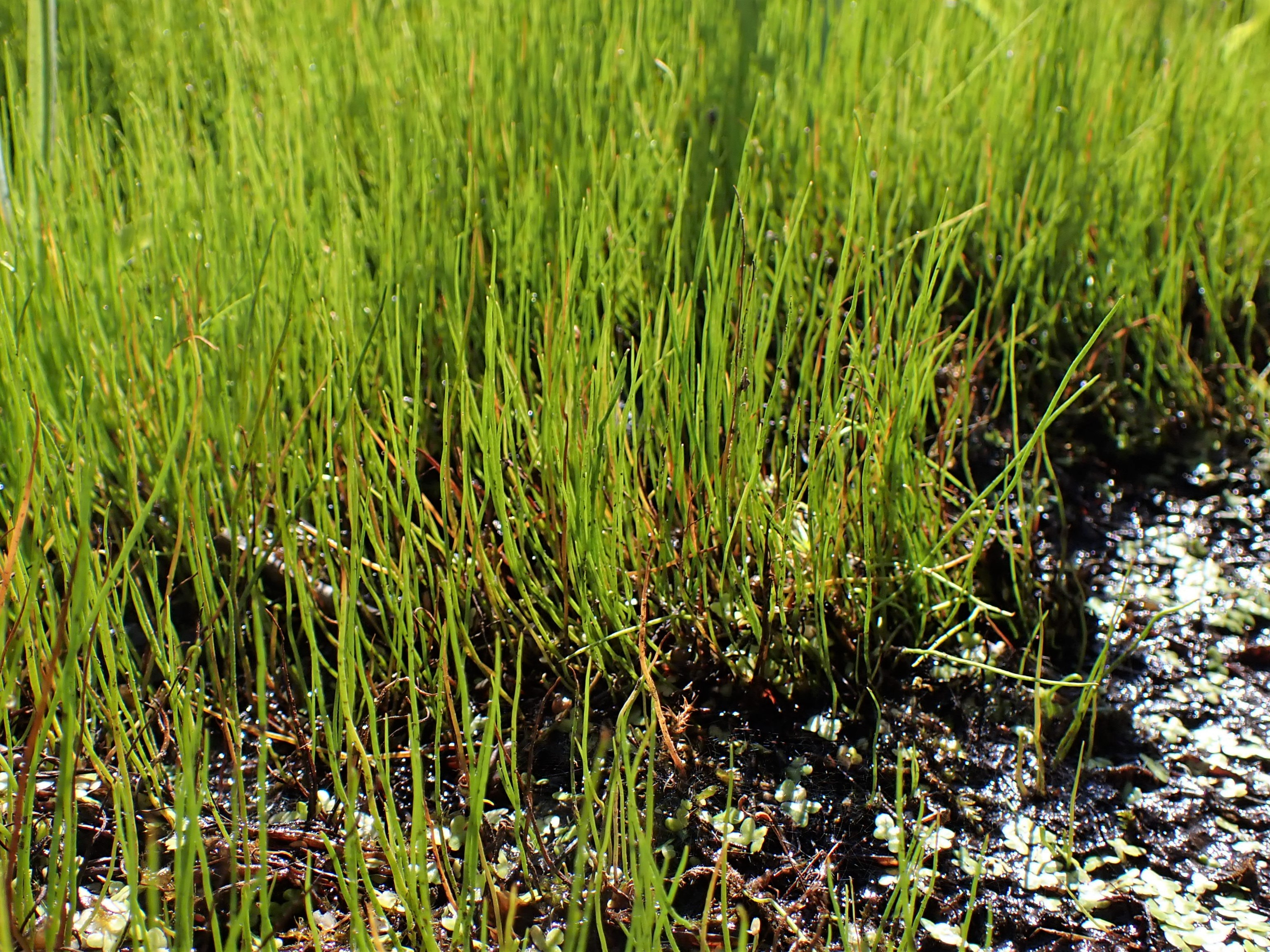
Boulette d'eau.

### Autres espèces végétales
Outre les espèces déterminantes végétales déjà mentionnées, 161 autres espèces ont été recensées sur la ZNIEFF : 
- une espèce de basidiomycètes[1] : le Bolet à pied rouge (Neoboletus erythropus) ;
- 154 espèces de phanérogames[1],[Note 1] : l'Achillée millefeuille (Achillea millefolium), l'Achillée sternutatoire (Achillea ptarmica), l'Agrostide commune (Agrostis capillaris), l'Agrostide des chiens (Agrostis canina), l'Aigremoine élevée (Agrimonia procera), l'Ajonc d'Europe (Ulex europaeus), l'Angélique sauvage (Angelica sylvestris), l'Armoise commune (Artemisia vulgaris), l'Aubépine à un style (Crataegus monogyna), l'Avoine élevée (Arrhenatherum elatius), la Baldingère faux-roseau (Phalaris arundinacea), la Benoîte commune (Geum urbanum), la Berce sphondyle (Heracleum sphondylium), le Bident penché (Bidens cernua), la Bourdaine (Frangula alnus), le Bouleau verruqueux (Betula pendula), la Brunelle commune (Prunella vulgaris), la Bugle rampante (Ajuga reptans), la Callune (Calluna vulgaris), la Cardamine des prés (Cardamine pratensis), la Carotte sauvage (Daucus carota), la Centaurée jacée (Centaurea jacea), le Chêne pédonculé (Quercus robur), le Chèvrefeuille des bois (Lonicera periclymenum), le Cirse commun (Cirsium vulgare), le Cirse des champs (Cirsium arvense), le Cirse des marais (Cirsium palustre), le Compagnon blanc (Silene latifolia), le Cornouiller sanguin (Cornus sanguinea), le Dactyle pelotonné (Dactylis glomerata), la Danthonie retombante (Danthonia decumbens), la Douce-amère (Solanum dulcamara), l'Écuelle d'eau (Hydrocotyle vulgaris), l'Élodée du Canada (Elodea canadensis), l'Épiaire des bois (Stachys sylvatica), l'Épiaire officinale (Stachys officinalis), l'Épicéa commun (Picea abies), l'Épilobe à grandes fleurs (Epilobium hirsutum), l'Épilobe à petites fleurs (Epilobium parviflorum), l'Épilobe vert foncé (Epilobium obscurum), l'Érable champêtre (Acer campestre), la Flouve odorante (Anthoxanthum odoratum), le Flûteau fausse-renoncule (Baldellia ranunculoides), le Flûteau nageant (Luronium natans), le Fraisier des bois (Fragaria vesca), le Frêne élevé (Fraxinus excelsior), le Gaillet aquatique (Galium uliginosum), le Gaillet des marais (Galium palustre), le Genêt à balais (Cytisus scoparius), le Genévrier commun (Juniperus communis), le Géranium Herbe à Robert (Geranium robertianum), la Germandrée scorodoine (Teucrium scorodonia), la Gesse des montagnes (Lathyrus linifolius var. montanus), la Glycérie flottante (Glyceria fluitans), le Grand Plantain (Plantago major), le Grand plantain d'eau (Alisma plantago-aquatica), la Grande ortie (Urtica dioica), le Groseillier des Alpes (Ribes alpinum), l'Hélianthème commun (Helianthemum nummularium), la Houlque laineuse (Holcus lanatus), l'Iris faux acore (Iris pseudacorus), la Jasione des montagnes (Jasione montana), le Jonc à tépales aigus (Juncus acutiflorus), le Jonc épars (Juncus effusus), la Laîche des bois (Carex sylvatica), la Laîche des renards (Carex vulpina), la Laîche pâle (Carex pallescens), la Laîche vésiculeuse (Carex vesicaria), le Laiteron piquant (Sonchus asper), la Laitue vireuse (Lactuca virosa), la Lampsane commune (Lapsana communis), la Léersie faux-riz (Leersia oryzoides), le Lierre grimpant (Hedera helix), le Lotier corniculé (Lotus corniculatus), le Lycope d'Europe (Lycopus europaeus), la Lysimaque commune (Lysimachia vulgaris), la Massette à feuilles étroites (Typha angustifolia), la Massette à larges feuilles (Typha latifolia), la Mauve musquée (Malva moschata), le Mélampyre des prés  (Melampyrum pratense), la Menthe des champs (Mentha arvensis), le Millepertuis à quatre ailes (Hypericum tetrapterum), le Millepertuis élégant (Hypericum pulchrum), le Millepertuis perforé (Hypericum perforatum), la Molinie bleue (Molinia caerulea), le Myosotis des marais (Myosotis scorpioides), le Myriophylle à feuilles alternes (Myriophyllum alterniflorum), le Myriophylle en épis (Myriophyllum spicatum), le Myriophylle verticillé (Myriophyllum verticillatum),  le Nénuphar blanc (Nymphaea alba), le Nénuphar jaune (Nuphar lutea), le Noisetier (Corylus avellana), l'Œillet arméria (Dianthus armeria), la Passerage de Virginie (Lepidium virginicum), la Patience agglomérée (Rumex conglomeratus), la Patience crépue (Rumex crispus), la Petite lentille d’eau (Lemna minor), la Petite scutellaire (Scutellaria minor), la Piloselle (Pilosella officinarum), le Pissenlit (Taraxacum sect. Ruderalia), le Plantain corne-de-cerf (Plantago coronopus), le Plantain lancéolé (Plantago lanceolata), le Potamot à feuilles de graminée (Potamogeton gramineus), le Potamot à feuilles de Renouée (Potamogeton polygonifolius), le Potamot crépu (Potamogeton crispus), le Potamot nain (Potamogeton pusillus), la Potentille argentée (Potentilla argentea), la Potentille rampante (Potentilla reptans), la Potentille tormentille (Potentilla erecta), la Primevère élevée (Primula elatior), le Prunellier (Prunus spinosa), la Pulmonaire à feuilles étroites (Pulmonaria angustifolia), la Reine-des-prés (Filipendula ulmaria), la Renoncule flammette (Ranunculus flammula), la Renouée amphibie (Persicaria amphibia), la Renouée des oiseaux (Polygonum aviculare), la Renouée persicaire (Persicaria maculosa), le Rorippe amphibie (Rorippa amphibia), le Roseau commun (Phragmites australis), le Rosier des champs (Rosa arvensis), le Rubanier d'eau (Sparganium erectum), le Rubanier émergé (Sparganium emersum), la Salicaire commune (Lythrum salicaria), la Salicaire pourpier (Lythrum portula), le Sapin commun (Abies alba), la Sariette commune (Clinopodium vulgare), le Saule roux (Salix atrocinerea), le Scirpe à nombreuses tiges (Eleocharis multicaulis), le Scirpe aigu (Schoenoplectus acutus), le Scirpe épingle (Eleocharis acicularis), le Scirpe des bois (Scirpus sylvaticus), le Scirpe des marais (Eleocharis palustris), la Scrofulaire noueuse (Scrophularia nodosa), la Scutellaire à casque (Scutellaria galericulata), le Séneçon de Jacob (Jacobaea vulgaris), le Silène enflé (Silene vulgaris), la Succise des prés (Succisa pratensis), le Tamier commun (Dioscorea communis), le Trèfle blanc (Trifolium repens), le Trèfle des prés (Trifolium pratense), le Trèfle hybride (Trifolium hybridum), le Tremble (Populus tremula), le Troène commun (Ligustrum vulgare), la Valériane dioïque (Valeriana dioica), la Valériane officinale (Valeriana officinalis), la Vergerette du Canada (Conyza canadensis), la Véronique en écus (Veronica scutellata), la Véronique officinale (Veronica officinalis), la Vesce craque (Vicia cracca), la Vesce hérissée (Vicia hirsuta), la Violette de Rivinus (Viola riviniana), la Viorne obier (Viburnum opulus), la Vulpie queue-de-rat (Vulpia myuros) et le Vulpin genouillé (Alopecurus geniculatus) ;
- six  espèces de ptéridophytes[1] : le Dryoptéris des chartreux (Dryopteris carthusiana), la Fougère-aigle (Pteridium aquilinum), la Fougère femelle (Athyrium filix-femina), la Prêle des champs (Equisetum arvense), la Prêle des eaux (Equisetum fluviatile) et la Prêle des marais (Equisetum palustre).

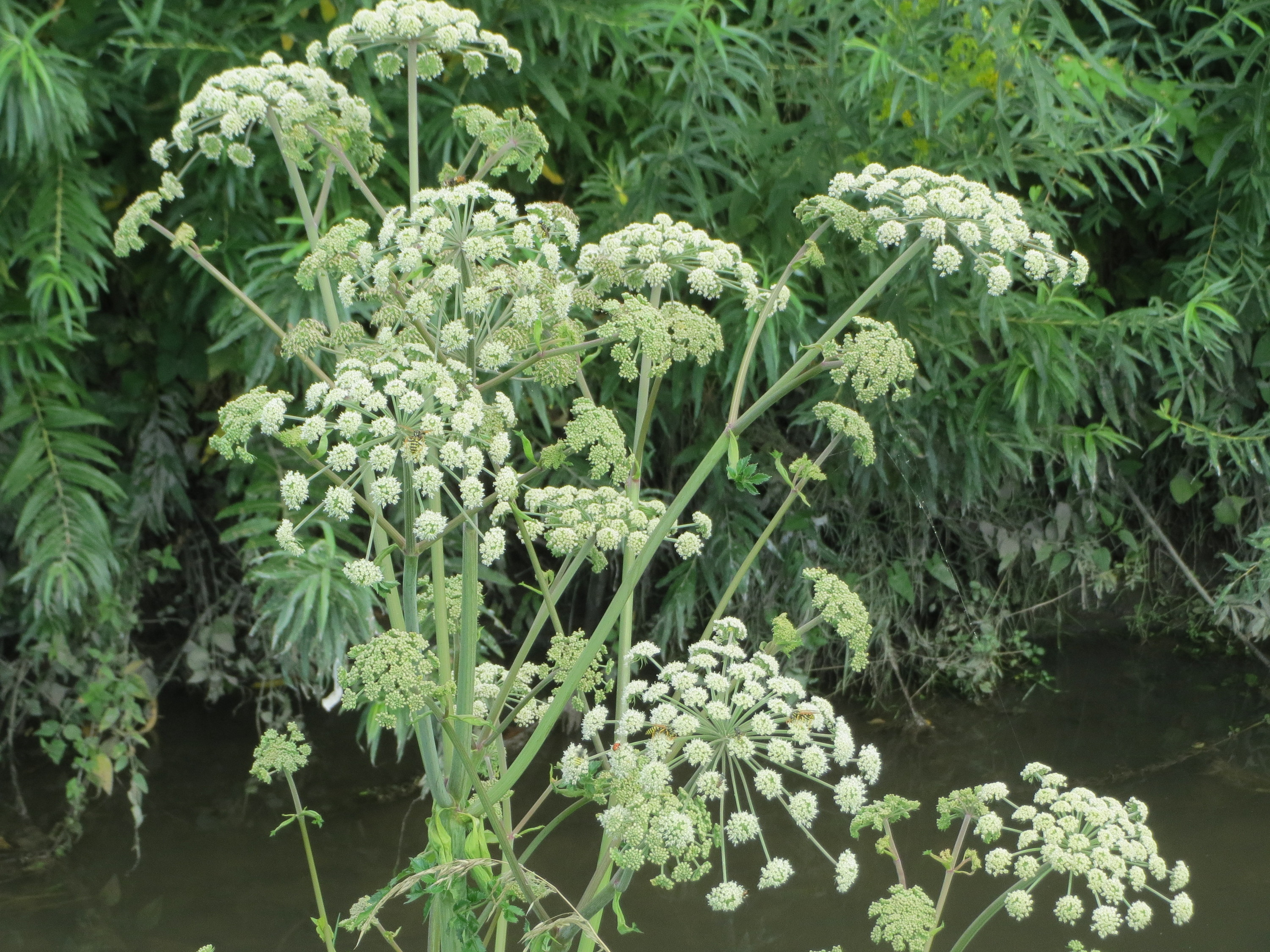
Angélique sauvage.
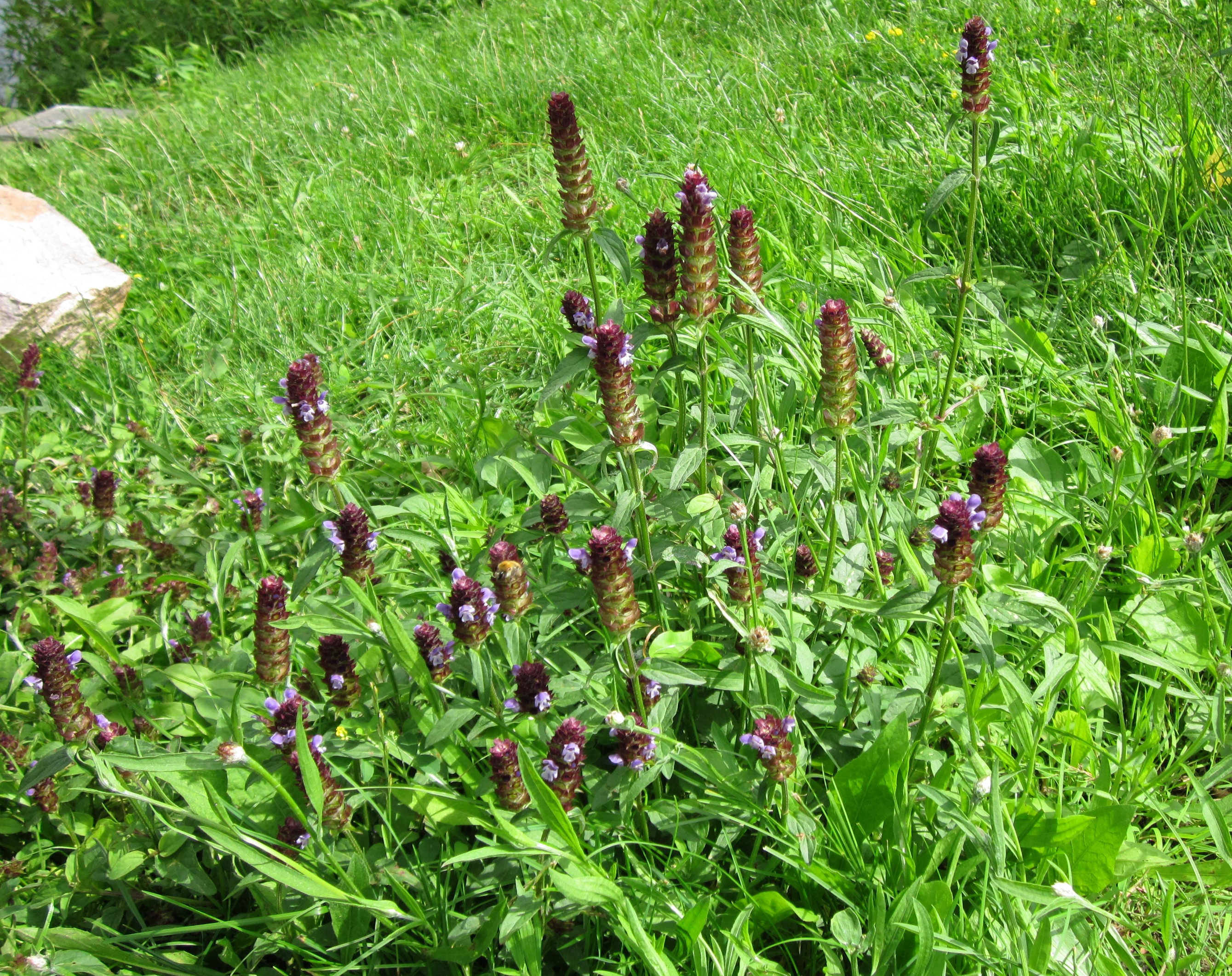
Brunelle commune.
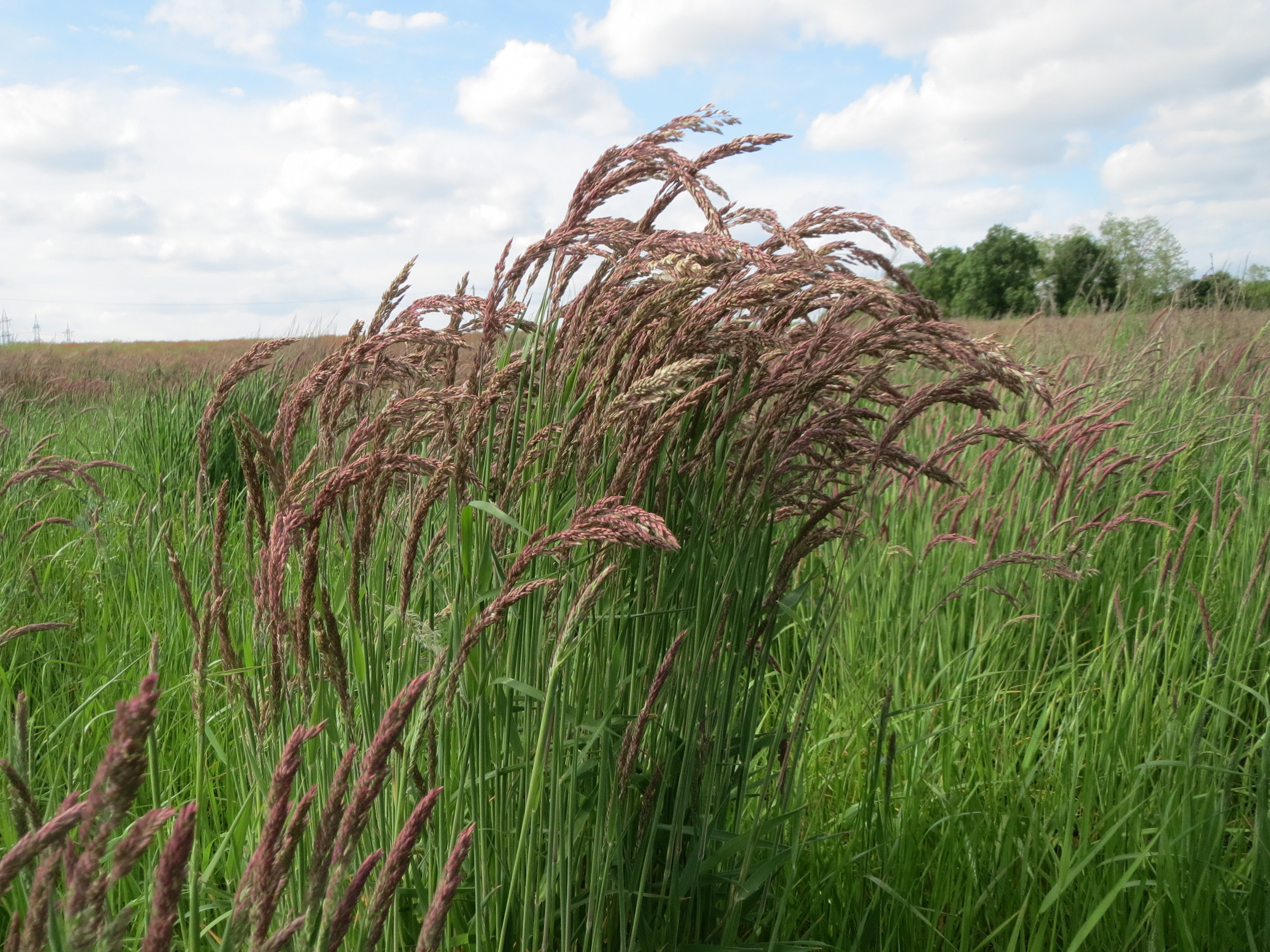
Houlque laineuse.
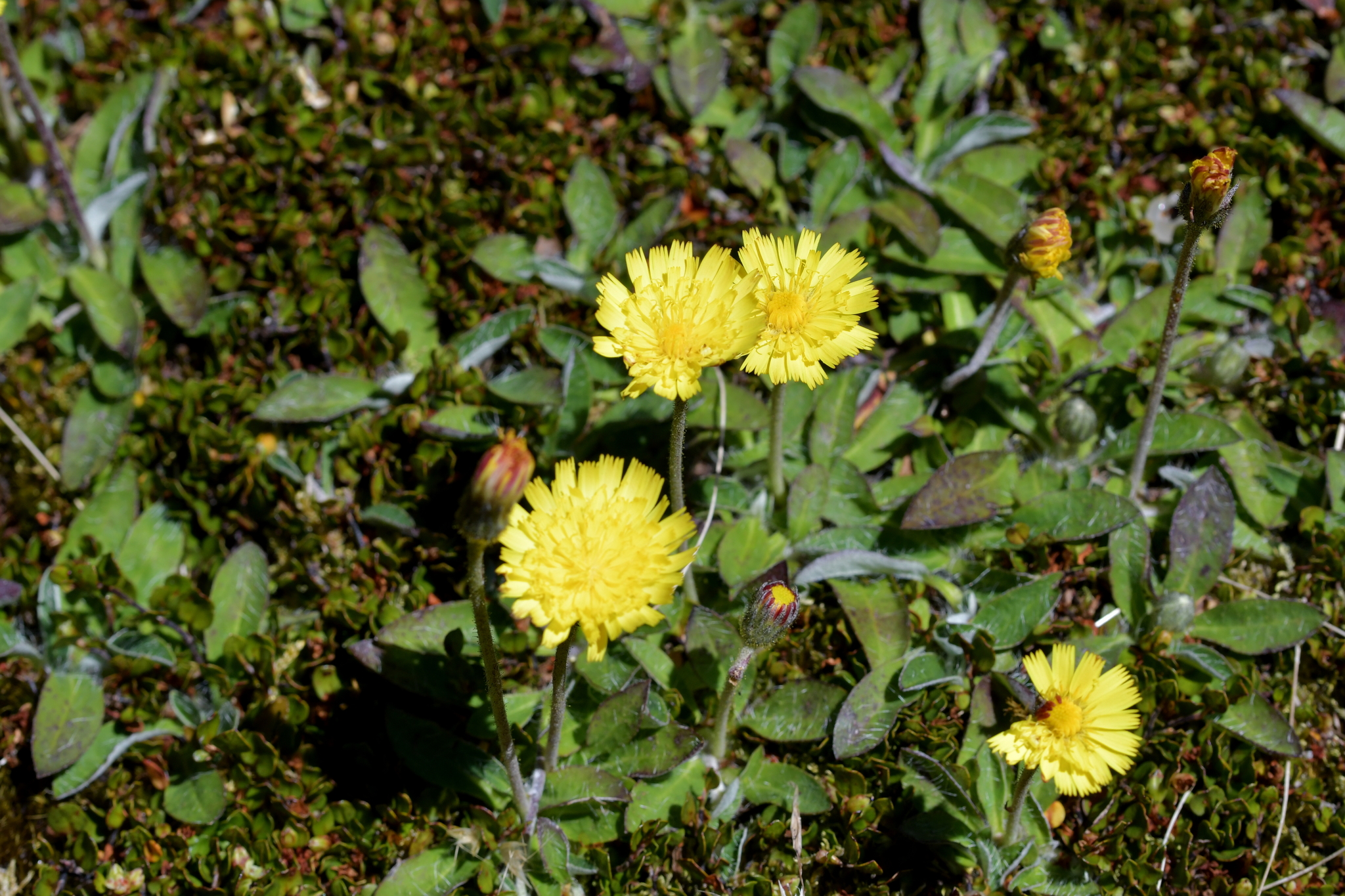
Fleurs de Piloselle.
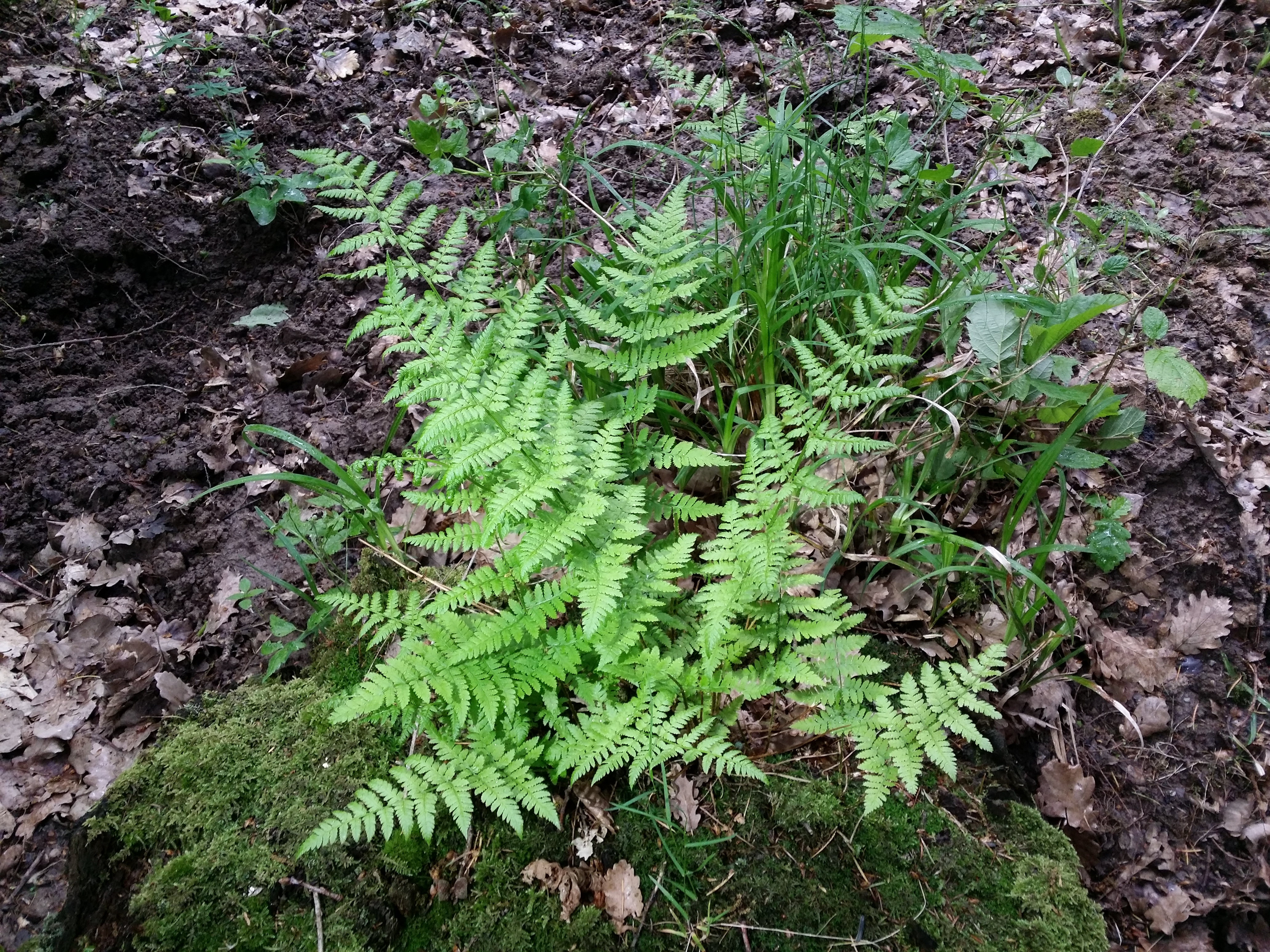
Dryoptéris des chartreux.

### Protection de la flore
Deux espèces végétales de la ZNIEFF sont protégées sur l'ensemble du territoire français, : la Boulette d'eau et la Grande douve.